# Dassault Mirage F1
El Dassault Mirage F1 (en francés: espejismo) es un caza de superioridad aérea y avión de ataque de tercera generación de la familia Mirage, diseñado y construido por la empresa francesa Dassault Aviation.
Continúa la estirpe de los famosos cazas de la familia Mirage III, aunque abandona la tradicional ala en delta para adoptar una configuración más moderna de flecha y diedro negativo. Con esta configuración alar se buscaba la mejora de las prestaciones del avión en cuanto a despegues y aterrizajes cortos, así como de su maniobrabilidad (uno de los problemas de las deltas simples) mediante flaps y slats de borde de ataque.
El F1 entró en servicio con el Ejército del Aire Francés a principios de los años 70. Está propulsado por un turborreactor SNECMA Atar de en torno a 69 kN (15 000 lbf) de empuje, de fácil mantenimiento y que le da una buena relación potencia-peso al avión. Los F1 estándar (F1C y derivados) llevan el radar aire-aire Cyrano IV, con capacidad limitada de ataque terrestre. El asiento eyectable en todos los modelos es Martin Baker del tipo cero-cero.
Ha sido exportado en una docena de países, entrando en combate en muchos de ellos, y se han fabricado más de 700 ejemplares.

## Desarrollo

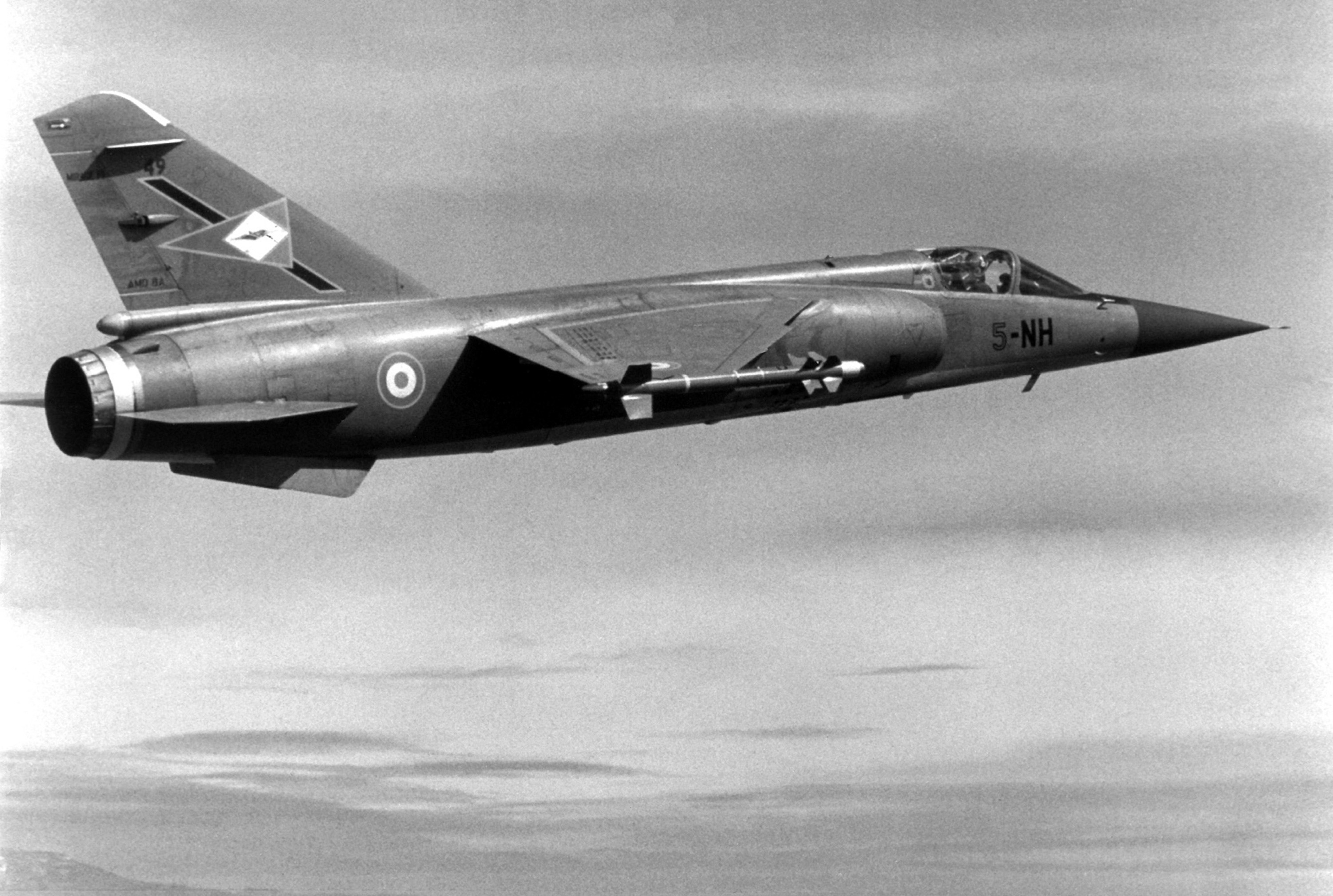
Mirage F1 francés, 1985.

El Mirage F1 nació a raíz de un requerimiento operativo del Ejército del Aire francés en 1964, que pedía un interceptor ligero, monomotor y supersónico. El Ejército del Aire francés por entonces había realizado dos requerimientos para sustituir al Mirage III de ala en delta de la Armée de l'air. El Dassault Mirage F2 debía ser un avión penetrador a baja cota, con capacidad nuclear, y el F1 un interceptor ligero, pero todo tiempo. Por falta de fondos, se canceló el programa del Mirage F2 y sus misiones las realizaron los bombarderos supersónicos Mirage IV, hasta que fueron sustituidos por los nuevos Mirage 2000.
El F1 estuvo a punto de sufrir la misma suerte de otros modelos de pruebas, y de hecho, el primer prototipo se fabricó gracias a fondos privados de la propia Dassault. Para la construcción del prototipo se aprovechó la base de conocimientos del diseño del Mirage F2, y, básicamente, el F1 es un F2 monomotor y monoplaza, aunque también existe una versión biplaza para entrenamiento de pilotos y misiones de ataque a tierra.
El prototipo subescalado del Mirage F1 para pruebas de vuelo y tecnología, Dassault Mirage G, que nunca se construyó en serie, tenía ala de geometría variable, pero el sistema era muy complejo y pesado para un avión ligero; también se consideró la construcción de un caza bimotor más pesado, grande, complejo, de alto coste y cabina biplaza, comparable al cazabombardero Panavia Tornado, diseño que sería desarrollado años después en Inglaterra de forma independiente. Finalmente se decidió por la construcción en serie de un caza ligero de ala en flecha, monomotor de cabina monoplaza, equipado con un solo motor Atar K de 7255 kg de empuje, que realizó su vuelo inaugural el 27 de diciembre de 1966. En su cuarto vuelo, el 7 de enero de 1967, superó Mach 1.
Ese primer prototipo se perdería en accidente el 18 de mayo del mismo año. A pesar de ello, logró captar de nuevo el interés del Ejército del Aire francés, que encargó una célula para pruebas estructurales y tres nuevos aviones de preserie: el Mirage F1 02, equipado con un reactor Atar 9K-31 (el primer vuelo lo realizó el 20 de marzo de 1969 y completó la primera parte de sus pruebas de vuelo tres meses después), realizó una serie de proezas durante este primer período, entre las que se incluían una velocidad de Mach 2,12 (2260 km/h) a 11 000 m de alta cota, y luego, a 1300 km/h a baja cota; el Mirage F1 03, equipado con el reactor definitivo Atar 9K-50 (el primer vuelo lo realizó el 18 de septiembre de 1969); el Mirage F1 04, equipado con el sistema definitivo de armas (el primer vuelo lo realizó el 17 de julio de 1970) y entró en producción en serie, como el más moderno caza francés, disponible para su exportación a otros países.

## Diseño
El diseño en delta del anterior modelo Dassault Mirage III presentaba numerosos defectos, el más importante de ellos era la altísima velocidad necesaria para el aterrizaje y la escasa controlabilidad a bajas velocidades. Desarrollos tecnológicos posteriores, pruebas de viento y modelos de prueba, permitieron a Dassault optar por un nuevo caza con un ala en flecha más tradicional, montada en alto sobre el fuselaje, además, nuevas técnicas de construcción permitieron la producción de unos planos más delgados, pero muy robustos, necesarios para soportar las altas velocidades supersónicas.
El ala podía, por añadidura, disponer de dispositivos hipersustentadores, como flaps y bordes de ataque articulados, para reducir la velocidad de aterrizaje e incrementar la maniobrabilidad de la aeronave, transportar depósitos de combustible externos bajo las alas, bombas convencionales de caída libre y un misil en la punta de las alas, como el diseño del caza Lockheed Martin F-16 Fighting Falcon, que estaba siendo diseñado en Estados Unidos al mismo tiempo.
El avión resultante era una máquina muy limpia y atractiva, producida con la típica elegancia francesa, un caza ligero y monomotor, de cabina monoplaza y una variante de entrenamiento biplaza, ala alta en flecha y estabilizadores horizontales bajos, con un timón vertical de profundidad y dos pequeños estabilizadores bajo el fuselaje central, para mantener la estabilidad durante despegues, aterrizajes y el lanzamiento de misiles, cohetes y bombas a gran velocidad, tren de aterrizaje alto y reforzado, que le permitía aterrizar en carreteras y pistas de aterrizaje de segundo nivel.
Gracias a este diseño alar es capaz de llevar una gran carga útil, con una fácil maniobrabilidad a baja cota y alta velocidad de trepada. Despega y aterriza óptimamente desde pistas muy cortas, gracias a un sistema de alta sustentación de las alas y un resistente tren de aterrizaje, con dos ruedas para el tren de aterrizaje delantero, y dos ruedas para el tren de aterrizaje principal, montadas en fuertes barras de doble triángulo que se guardan bajo el fuselaje central, como el caza SEPECAT Jaguar, diseñado al mismo tiempo por Inglaterra; con su peso promedio equipado, el Mirage F1 necesita de 500 a 800 m de pista para despegar y aterrizar, y despliega un paracaídas de frenado en el momento del aterrizaje, grandes frenos de aire bajo el fuselaje central y el tren de aterrizaje desplegado, ayudan a reducir la velocidad de la aeronave, para poder aterrizar en pistas cortas y carreteras.
El Mirage F1 posee una gran velocidad de reacción, cualidad necesaria tanto para un caza interceptador como para un avión de ataque y buenas prestaciones de vuelo a media y baja altitud, donde el aire es más denso, húmedo y pesado, por lo que es necesario tener otra configuración de alas, más adelantadas y con alerones de control más grandes, que permitan a la aeronave tener una mejor sustentación a menor velocidad que un diseño de caza de ala en delta y poder hacer giros cerrados, sin el peligro de entrar en pérdida en el momento del combate contra otros aviones de caza enemigos a menor altitud y velocidad.
El equipo de mantenimiento en tierra ha sido reducido a un mínimo: todo el resto del equipo es aerotransportable en un avión de carga hasta la zona de combate. Utiliza autoencendido y el sistema de reabastecimiento a alta presión, que permite llenar los depósitos en aproximadamente seis minutos, lo que ayuda a que el aparato pueda volver a despegar en solamente quince minutos, en misiones cuyo objetivo sea únicamente la identificación de aviones intrusos, sin interceptarlos en los lugares de frontera y como escolta de otros aviones de combate.
Un Mirage F1 puede estar listo para despegar en dos minutos, gracias a un equipo autopropulsado de preparación GAMO, que lo abastece de la energía eléctrica necesaria para precalentar los sistemas de navegación y el equipo de los sistemas de armas, hace circular un líquido que refrigera el radar y controla el aire acondicionado de la cabina, además de transportar un parasol en un brazo telescópico sobre la cabina de mando para evitar molestias al piloto de combate, en las ocasiones en que este debe permanecer sentado en el avión y listo para despegar durante largas horas, en la base aérea, la pista de aterrizaje o una carretera en países de clima cálido, el Norte de África y los potenciales países clientes del avión de combate.
En versiones posteriores se instaló una sonda para reabastecimiento aéreo de combustible desde un avión cisterna, con el sistema de canasta y manguera flexible al costado derecho del radomo, frente a la cubierta de la carlinga de la aeronave, para mejorar la visibilidad del piloto en esta complicada maniobra. Esto le permite al caza Mirage F1 aumentar su alcance en combate, despegar con mayor cantidad de carga de armas y menor combustible, para luego ser reabastecido en pleno vuelo en la misión de combate, antes del ataque y durante el retorno de la misión, incluso volar parasitando combustible del avión cisterna, diseño con éxito que fue implementado posteriormente en el nuevo caza Dassault Mirage 2000 y el más moderno Dassault Rafale.

### Aviónica
Por supuesto, la mayoría de los F1 puede llevar la amplia gama de dispositivos externos en barquillas (alertadores radar, designadores láser, etc.) que tiene en su “catálogo” la firma Dassault para ofrecer en otros modelos de aviones de combate y la independencia de tecnología de Francia. El Mirage F1 es un caza ligero totalmente fabricado en Francia en forma independiente, sin la participación de otros países y empresas de tecnología.
La mayoría de aparatos modernizados en años posteriores a su fabricación, aprovechan para instalar un telémetro láser para mejorar sus actuaciones aire-tierra, por ejemplo los F1CT llevan un Radar Thomson TO7 TRT TMV630A bajo el morro, desarrollado en Francia y también pueden lanzar el nuevo misil naval Exocet con éxito, desarrollado algunos años después de la presentación del Mirage F1 en el mercado internacional.

### Radar
Entre los sistemas del Mirage F1 estándar, cabe destacar el radar Cyrano IV de Thomson CSF, que es un radar monopulso que opera en banda I/J. Este radar ha tenido varias versiones, que le han convertido al final en un radar multimodo (Cyrano IVMR), pero las versiones básicas apenas tienen modos de ataque a tierra y no poseen de mapeado de terreno o de telemetría aire-aire. Además, es un radar que, en sus versiones básicas, solo puede rastrear un blanco y se ve muy influenciado en su capacidad de detección por el mal tiempo. El radar posee una antena plana que permite barrer 120 grados en azimut y 60 en elevación.

### Cabina
En el moderno panel de instrumentos destacan la pantalla de visualización frontal (un HUD de Thomson CSF, versión VE120, normalmente), que presenta datos relativos a control de vuelo, navegación, localización de objetivos y disparo de armas a la altura de la línea de visión del piloto, donde se le indica el arma más conveniente para su uso y permite marcar el objetivo elegido.
Además, permite indicar el tiempo de lanzamiento del misil y cuándo la ventana de lanzamiento del mismo ha finalizado. Todos esos datos vienen indicados por el ordenador central del aparato, que normalmente es el M182VR de Dassault Electronique de Francia.
La versión biplaza para entrenamiento de pilotos también puede combatir, pero al ser más pesado y transportar menor cantidad de combustible, limita su capacidad de combate contra otros aviones de caza y se reduce su capacidad de supervivencia. Generalmente es utilizado solamente para el entrenamiento de pilotos y como avión guía de ataque.

## Componentes del Mirage F1 MF2000
Estados Unidos -  Finlandia -  Francia -  Noruega -  Reino Unido

### Electrónica
| Sistema                                           | País                    | Fabricante   | Notas                          |
| ------------------------------------------------- | ----------------------- | ------------ | ------------------------------ |
| Redes de datos                                    |                         |              | MIL-STD-1553B                  |
| Radar                                             | Bandera de Francia      | Thales       | Modelo RDY-3                   |
| INS/GPS                                           | Bandera de Francia      | SAGEM        | Sigma                          |
| Computadora de misión                             | Bandera de Francia      | SAGEM        | 2                              |
| Sistema de escape                                 | Bandera del Reino Unido | Martin-Baker | Asiento eyectable modelo Mk.10 |
| Lanzadores de bengalas                            | Bandera de Francia      | Matra        | Modelo Corail                  |
| Lanzadores de chaff                               | Bandera de Francia      |              | Modelo Phimat                  |
| Pod de contramedidas electrónicas (opción)        | Bandera de Francia      |              | Modelo PAJ-FA                  |
| Pod de inteligencia electrónica ASTAC (opción)    | Bandera de Francia      | Thales       |                                |
| Pod de designación de objetivos Damoclès (opción) | Bandera de Francia      | Thales       |                                |

### Armamento
| Sistema                                                                | País                                                                  | Fabricante                                 | Notas                    |
| ---------------------------------------------------------------------- | --------------------------------------------------------------------- | ------------------------------------------ | ------------------------ |
| Cañón                                                                  | Bandera de Francia                                                    | DEFA                                       | 2 × DEFA 553 de 30 mm    |
| Cohete SNEB 68mm                                                       | Bandera de Francia                                                    | Matra Thomson-CSF                          |                          |
| Cohete SNEB 100mm                                                      | Bandera de Francia                                                    | Matra Thomson-CSF                          |                          |
| Kit de guiado láser BGL para bombas de caída libre                     | Bandera de Francia                                                    | Matra Thomson-CSF Aérospatiale             |                          |
| Kit de guiado láser Paveway II para bombas de caída libre              | Bandera de Estados Unidos                                             | Lockheed Martin Raytheon Texas Instruments |                          |
| Kit de guiado láser Paveway III para bombas de caída libre             | Bandera de Estados Unidos                                             | Raytheon Texas Instruments                 |                          |
| Kit de guiado GPS/láser Enhanced Paveway II para bombas de caída libre | Bandera de Estados Unidos                                             | Raytheon Lockheed Martin                   |                          |
| Kit de guiado y propulsión modular para bombas de caída libre AASM     | Bandera de Francia                                                    | Safran Electronics & Defense               | ITAR-free                |
| Misil aire-superficie AS-30L                                           | Bandera de Francia                                                    | Aérospatiale                               |                          |
| Misil antirradiación AS.37 Martel                                      | Bandera de Francia · Bandera del Reino Unido                          | Matra Hawker Siddeley                      |                          |
| Misil antirradiación ARMAT                                             | Bandera de Francia                                                    | Matra                                      |                          |
| Misil antibuque Exocet                                                 | Bandera de Francia · Bandera de Finlandia · Bandera de Noruega        | MBDA Francia NAMMO                         |                          |
| Misil aire-aire de corto alcance AIM-9L/M/P Sidewinder                 | Bandera de Estados Unidos · Bandera de Finlandia · Bandera de Noruega | Raytheon NAMMO                             |                          |
| Misil aire-aire de corto alcance Magic II                              | Bandera de Francia                                                    | MBDA Francia                               |                          |
| Misil aire-aire de corto alcance R.530 FE/ZE                           | Bandera de Francia                                                    | MBDA Francia                               |                          |
| Misil aire-aire de corto alcance Super 530F-1                          | Bandera de Francia                                                    | MBDA Francia                               |                          |
| Misil aire-aire de corto a medio alcance MICA IR                       | Bandera de Francia                                                    | MBDA Francia                               |                          |
| Misil aire-aire de corto a medio alcance MICA EM                       | Bandera de Francia                                                    | MBDA Francia                               |                          |
| Bomba Mark 81                                                          | Bandera de Estados Unidos · Bandera de Francia                        | General Dynamics SAMP                      |                          |
| Bomba Mark 82                                                          | Bandera de Estados Unidos · Bandera de Francia                        | General Dynamics SAMP                      |                          |
| Bomba Mark 83                                                          | Bandera de Estados Unidos · Bandera de Francia                        | General Dynamics SAMP                      |                          |
| Bomba anti-pista BLU-107 Durandal                                      | Bandera de Francia                                                    | Matra                                      |                          |
| Bomba anti-pista propulsada BAP-100                                    | Bandera de Francia                                                    | Thomson-CSF                                |                          |
| Bomba de racimo BAT-120                                                | Bandera de Francia                                                    | Thomson-CSF                                | Prohibida por 112 países |
| Bomba de racimo BLG-66                                                 | Bandera de Francia                                                    | Matra Thomson-CSF                          | Prohibida por 112 países |

### Propulsión
| Sistema | País               | Fabricante | Notas         |
| ------- | ------------------ | ---------- | ------------- |
| Motor   | Bandera de Francia | Snecma     | 1 × Atar 9K50 |

## Historia operacional
Varias fueron las Fuerzas Aéreas que tuvieron en servicio aviones Mirage F1. Casi todas los emplearon en combate. El F1 resultó ser un avión de combate muy versátil que intervino en combate real en Irak, Chad, Kuwait, Angola o Ecuador, realizando tanto misiones de cazabombardero como de caza.

### Francia
Durante 1984, el primer despliegue operativo realizado por la Fuerza Aérea francesa del Mirage F1 se llevó a cabo durante la Operación Manta, la intervención francesa en Chad para contrarrestar la creciente invasión de Libia en la región. Una fuerza de cuatro Mirage F1C-200 proporcionó cobertura aérea para un grupo adicional de cuatro aviones de ataque Jaguar; también participó en una serie de escaramuzas contra los rebeldes del Gobierno de Transición de Unidad Nacional (GUNT, por sus siglas en inglés).
En 1986, el Mirage F1 de Francia se redistribuyó en Chad como parte de la Operación Epervier. Un vuelo de cuatro F1C-200 proporcionó cobertura de caza para un paquete de ataque de ocho Jaguar durante el ataque aéreo contra la base aérea de Libia en Ouadi Doum, el 16 de febrero. Un par de F1CR también realizó misiones de reconocimiento antes y después del ataque. En respuesta a la invasión iraquí de Kuwait, Francia realizó dos despliegues de Mirage F1 en el Golfo Pérsico. En octubre de 1991, se enviaron 12 Mirage F1C a Doha, Catar, para reforzar las defensas aéreas, mientras que otros cuatro Mirage F1CR del ER 33 se enviaron a Arabia Saudita como parte de la Operación Daguet en septiembre de 1991. Fueron utilizados en el papel de bombardero, utilizando sistemas de navegación más fácilmente para liderar formaciones de bombarderos franceses Jaguar, así como para volar misiones de reconocimiento; en esta capacidad se habían realizado 114 vuelos al final de las hostilidades. Después del final de la guerra del Golfo, Francia desplegó una serie de Mirage F1CR en las bases de la vecina Turquía, como parte de la operación ejecutada para proteger a los curdos de la agresión iraquí.
En noviembre de 2004, en respuesta a un ataque aéreo de Costa de Marfil contra las fuerzas de paz francesas, una fuerza de tres aviones Mirage F1 lanzó un ataque contra el aeropuerto de Yamusukro, destruyendo un total de dos aviones Su-25 y tres helicópteros de ataque.
En octubre de 2007, se desplegaron tres Mirage 2000 y tres Mirage F1 en la Base de la Fuerza Aérea de Kandahar, donde volaron misiones de apoyo aéreo cercano y de reconocimiento táctico en apoyo de las fuerzas internacionales en el sur de Afganistán.
La última unidad francesa que se equipó con el Mirage F1 fue el Escadron de Reconnaissance 2/33 Savoie, con base en Mont-de-Marsan, que voló la última versión del F1CR. La misión principal de la unidad era el reconocimiento táctico, con una misión secundaria de ataque a tierra; debido a las misiones únicas del 2/33, su lema no oficial entre los pilotos se había convertido en "Buscar, identificar y fotografiar o destruir". Según un acuerdo de defensa bilateral entre Francia y Chad, un par de F1CR del 2/33, junto con 3 pilotos, un intérprete fotográfico, un oficial de inteligencia y equipos de tierra se desplegaron permanentemente en Yamena, Chad. Los dos F1CR operaron con tres Mirage 2000D, también basados en la rotación de Francia a Chad. Durante marzo de 2011, se desplegaron Mirage F1CR en Solenzara, Córcega, y se llevaron a cabo misiones de reconocimiento en Libia (también un operador de Mirage F1) como parte de la Opération Harmattan. En 2013, los F1CR del 2/33 también participaron en la Operación Serval en Mali. El 10 de enero, desde su base en Yamena en Chad, la primera misión de intervención aérea francesa contra los rebeldes islamistas en Malí fue llevada a cabo por F1CR y Mirage 2000D, con el apoyo de un cisterna francés KC-135 de la Fuerza Aérea. Los F1CR proporcionaron valiosa información fotográfica para los aviones de ataque que volaron desde Francia al día siguiente. Más tarde, el 16 de enero, dos F1CR fueron desplegados desde Chad a Bamako, Mali. Ambos aviones fueron equipados con depósitos ventrales de 2200 l de largo alcance; y cuando operaba en Mali, también llevaban dos bombas no guiadas de 250 kg, más su único cañón interno de 30 mm, en caso de que fueran solicitados para realizar misiones de apoyo aéreo cercano. Para reemplazar a los vetustos F1CR del 2/33, varios Rafale fueron equipados con una avanzada cápsula de reconocimiento. El alcance, maniobrabilidad y carga de combate del Rafale son muy superiores al F1CR que reemplazaba, así como a sus capacidades de reconocimiento: después de que la cápsula del Rafale haya tomado fotografías, estas pueden transmitirse casi instantáneamente a su base o donde se necesitaran las imágenes, si se suministra con equipos de enlace compatibles. Los últimos cazas Mirage F1 de la Fuerza Aérea francesa se retiraron del servicio operativo el 13 de junio de 2014. Las últimas unidades en servicio, que fueron 11 Mirage F1CR de un solo asiento y tres F1B de dos asientos, se almacenaron; seis aviones realizaron una aparición final en un vuelo durante las celebraciones del Día de la Bastilla en París antes de su retirada.

Modelos del Mirage F1 operados por el Armée de l'Air
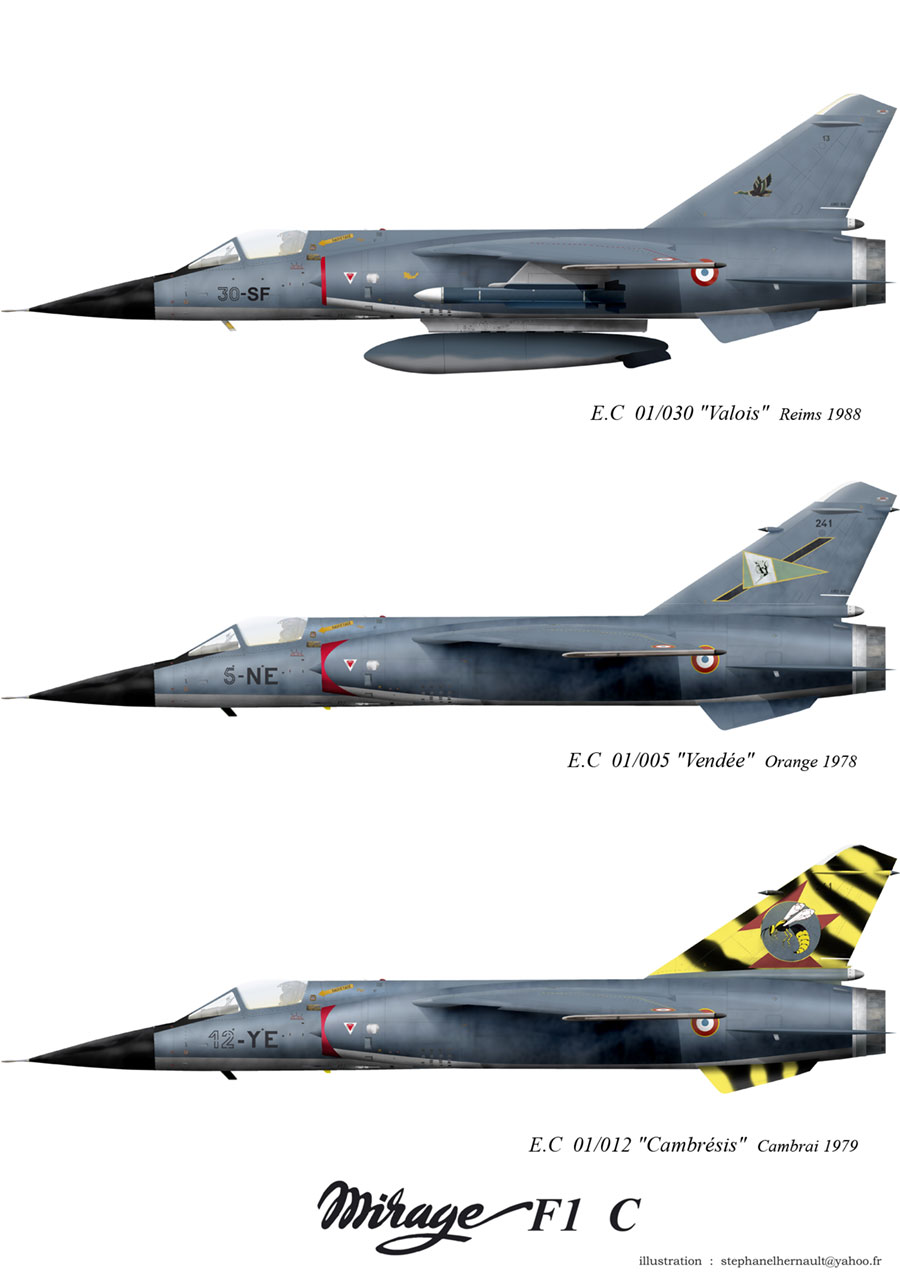
Mirage F1C, Armée de l'Air.
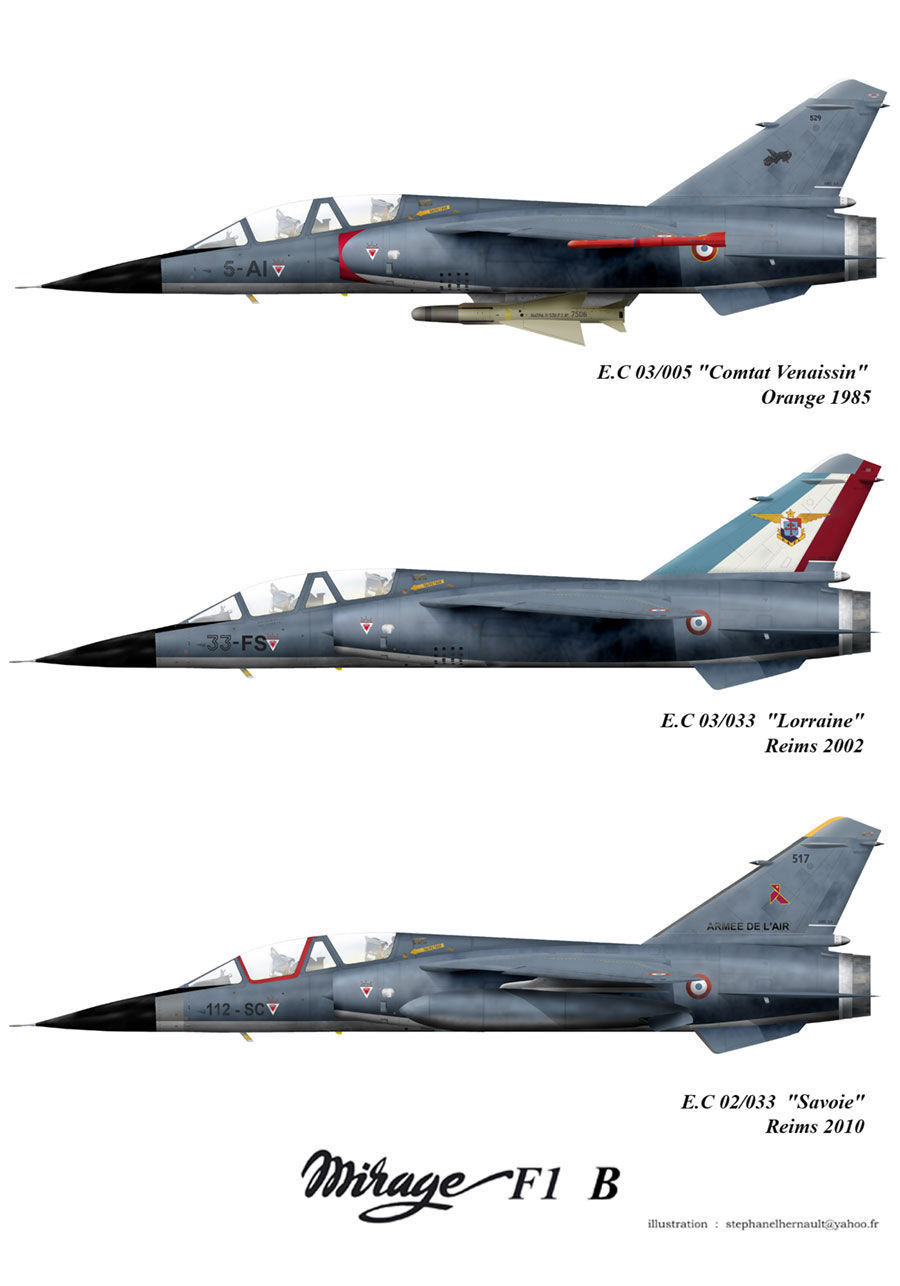
Mirage F1B, Armée de l'Air.
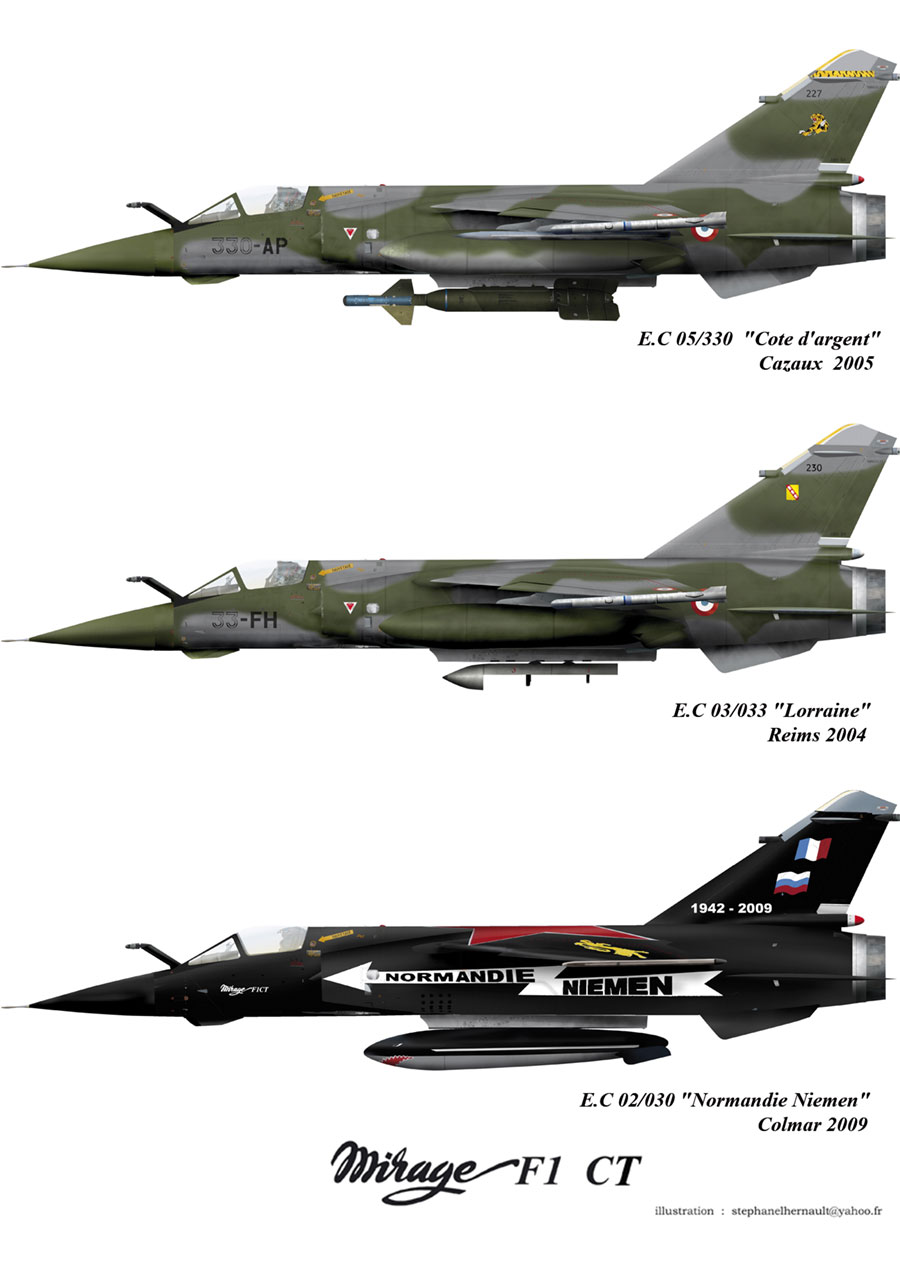
Mirage F1CT, Armée de l'Air.
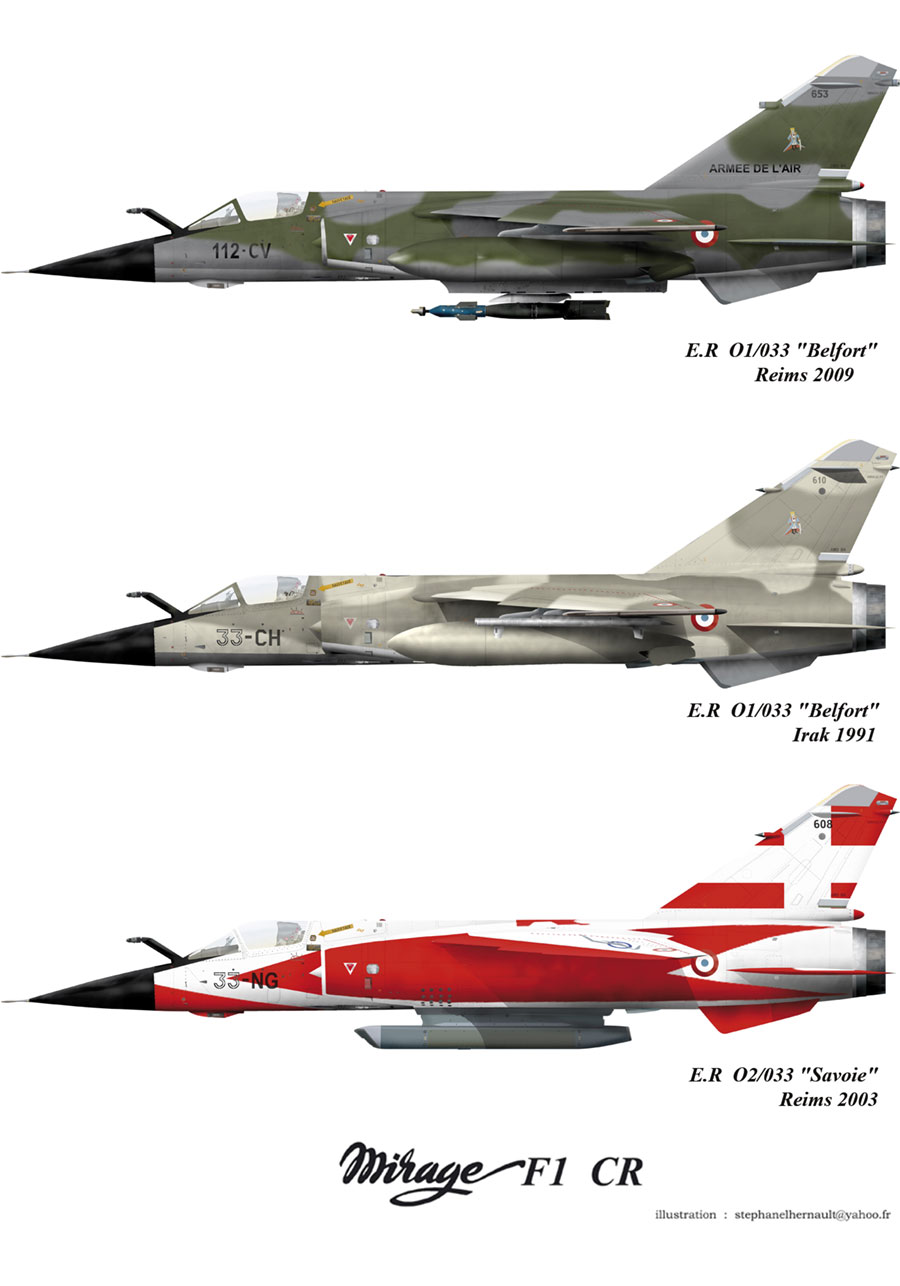
Mirage F1CR, Armée de l'Air.

### España

#### Entrada en servicio

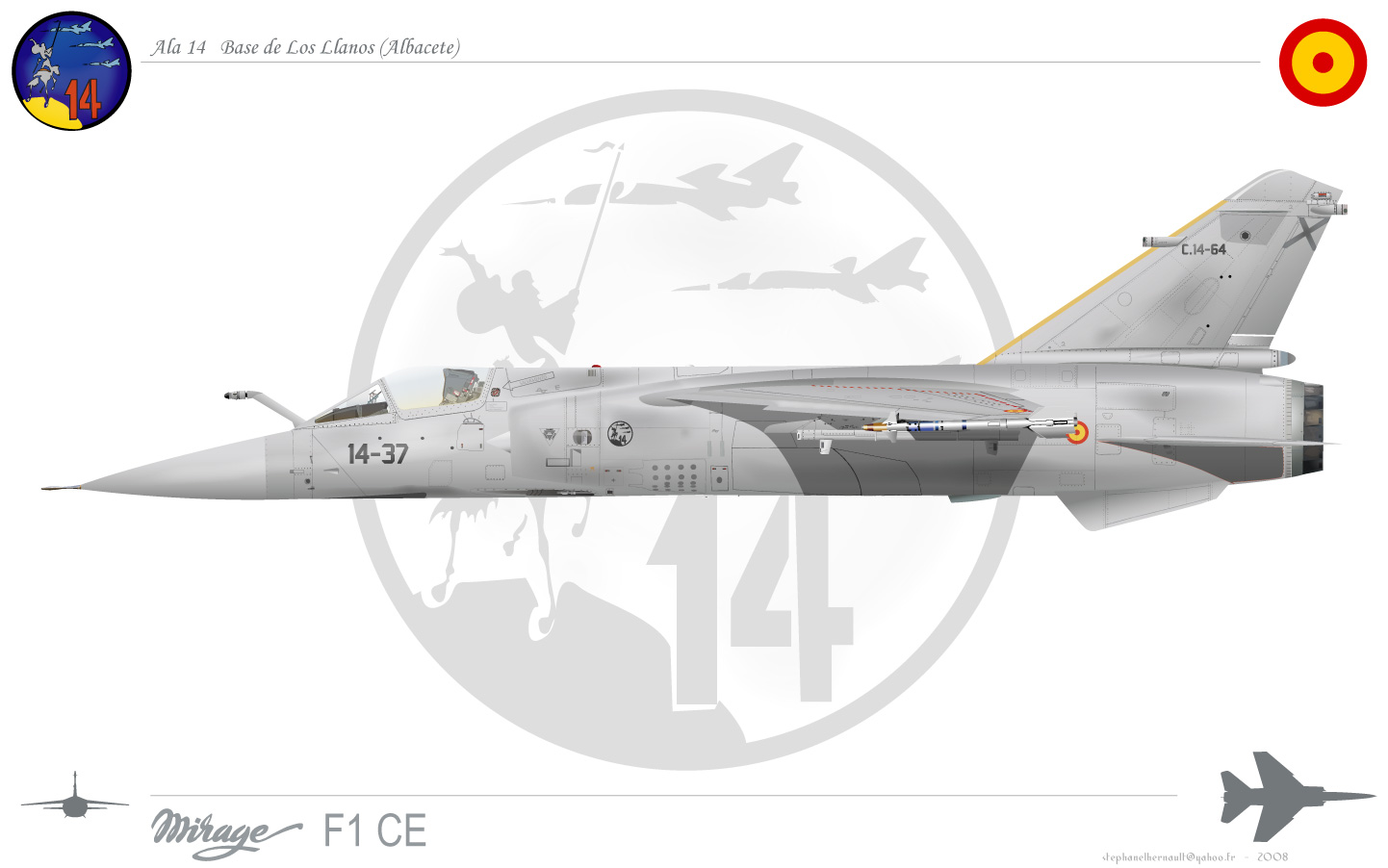
Mirage F1CE del Ala 14 del Ejército del Aire.

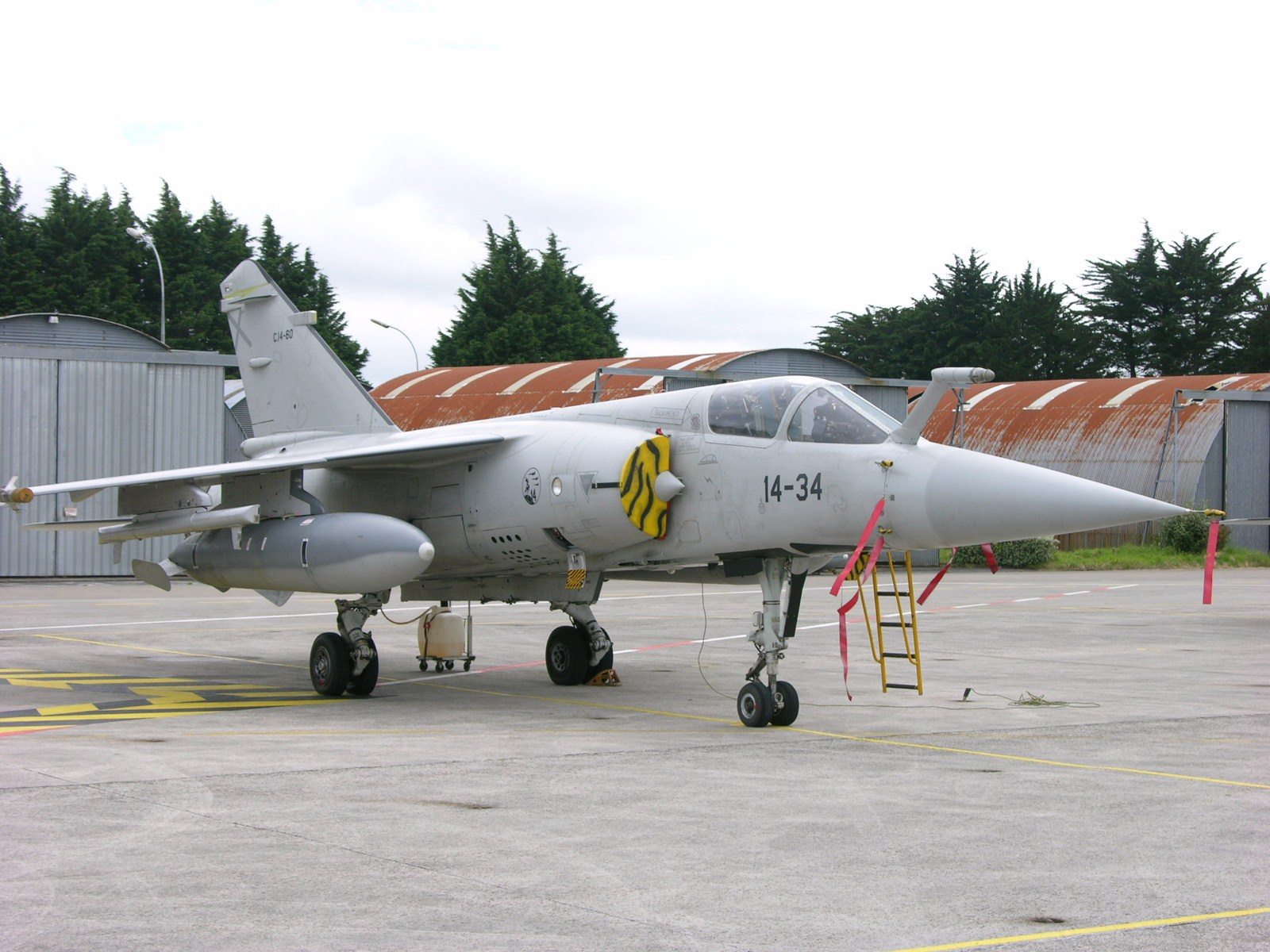
Un Mirage F.1M español en la Base Aérea de Landivisiau, Francia, en 2008.

En junio de 1975, con la creciente tensión con Marruecos, España decidió fortalecer su Fuerza Aérea y compró 15 Mirage F1C, que se asignaron a la Base Aérea de Albacete. A mediados de 1976 todavía existía cierta tensión con los vuelos MiG-25 de Argelia y Libia en el Mediterráneo, lo que llevaría a la Fuerza Aérea Española a comprar diez Mirage F1C más y, dos años más tarde, a comprar 48 Mirage F1C y F1E. Algunos años más tarde, España también compró 12 F1EDA/DDA retirados de la Fuerza Aérea de Catar, que donaron algunos equipos y armas utilizados por los Mirage F1. En el servicio español, el F1CE era conocido como el C.14A, el F1EE era el C.14B y el F1EDA biplaza como el C.14C.
Sirvieron principalmente como interceptores de defensa aérea primarios de España y con la interdicción como papel secundario, hasta que fueron reemplazados por los EF-18A Hornet de España. Sirvieron con el Ala 11 en Manises (aviones ex-cataríes), Ala 14 en Albacete y Ala 46 en Gando en las Islas Canarias. El Ala 46 usó sus Mirage F1 principalmente como aviones de defensa aérea, usando el mismo patrón de color azul profundo que los aviones franceses.

#### Modernización de los Mirage del Ejército del Aire

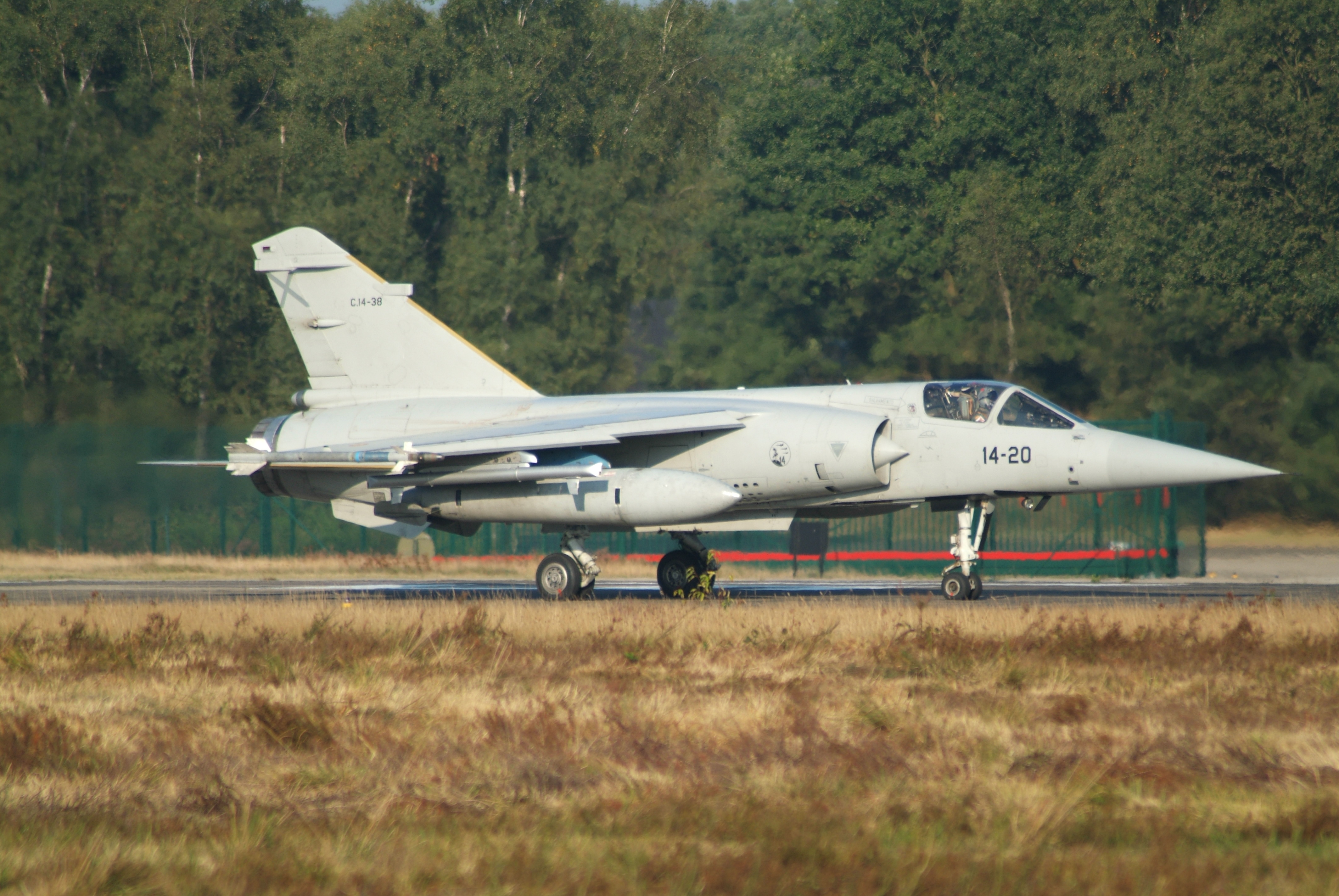
Un Mirage F.1M del Ejército del Aire de España en 2009. Antes de ser modernizado este avión era un F.1CE.

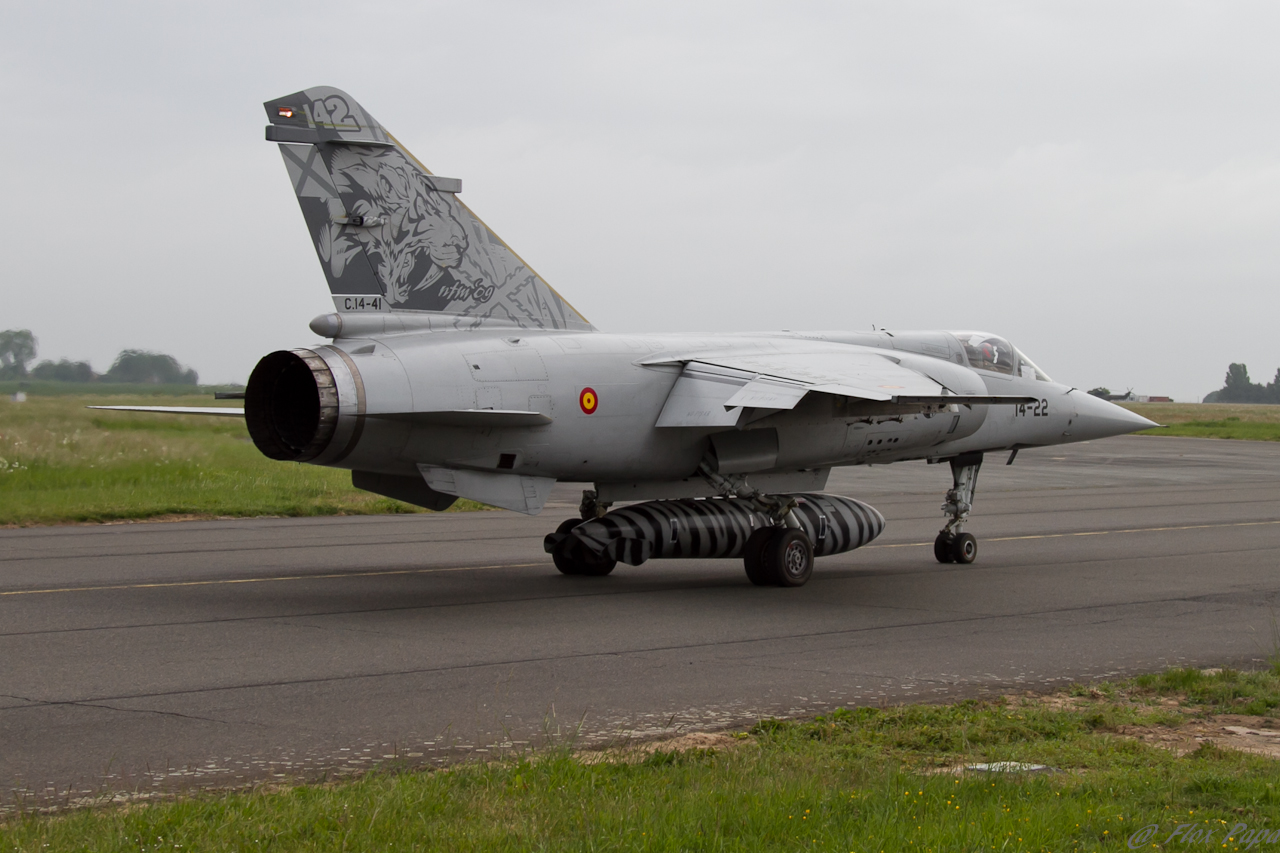
Un Mirage F.1M español durante los ejercicios Tiger Meet de la OTAN, llevados a cabo en Cambrai, Francia, en 2011.

En octubre de 1996, Thomson-CSF recibió un contrato de 700 millones de francos (US $ 96 millones) para actualizar 48 monoplazas F1C/E y 4 entrenadores de F1EDA al estándar Mirage F1M (ver más abajo). Los Mirage F1 excataríes se dejaron fuera de la actualización, y fueron los primeros en retirarse. Además de una extensión de vida útil, esto mejoró la aeronave y obtuvo una capacidad de envío con un radar Cyrano IVM modernizado y compatibilidad con el misil antibuque AM-39 Exocet. Entre julio de 2006 y noviembre de 2006,  los Mirage F1 españoles fueron desplegados a Lituania como parte de la misión Policía Aérea de la OTAN en el Báltico; durante este despliegue, fueron enviados dos veces para interceptar a los intrusos no revelados. El 20 de enero de 2009, un par de F1 españoles del Ala 14 se estrellaron cerca de su base durante una misión rutinaria de entrenamiento de la Fuerza Aérea Española, que resultó en la muerte de los miembros de la tripulación. Los restos de los dos aviones, incluidos los restos de la tripulación, se encontraron a una distancia de aproximadamente 3 de km. Para 2009, había 38 F1M en servicio con los Escuadrones 141 (141.er Escuadrón) "Patanes" y 142 (142.º Escuadrón) "Tigres" de Ala 14.
En 2013, la Fuerza Aérea Española retiró su flota de Mirage F1, habiendo retirado progresivamente el modelo de servicio a medida que crecía el número de Eurofighter Typhoon. Durante 2013, se informó que España podría vender dieciséis F1M a Argentina. El acuerdo se concretó y Argentina compró los Mirage españoles en octubre de 2013, pero el acuerdo se deshizo en marzo de 2014, después de que el Reino Unido presionara a España para que no ayudara en la modernización de la FAA, debido a las tensiones entre los países por el conflicto por las Islas Malvinas. En noviembre de 2017, Draken International anunció que había adquirido 22 F1M de España y que los restauraría y mejoraría para usarlos como aviones adversarios.

### Ecuador

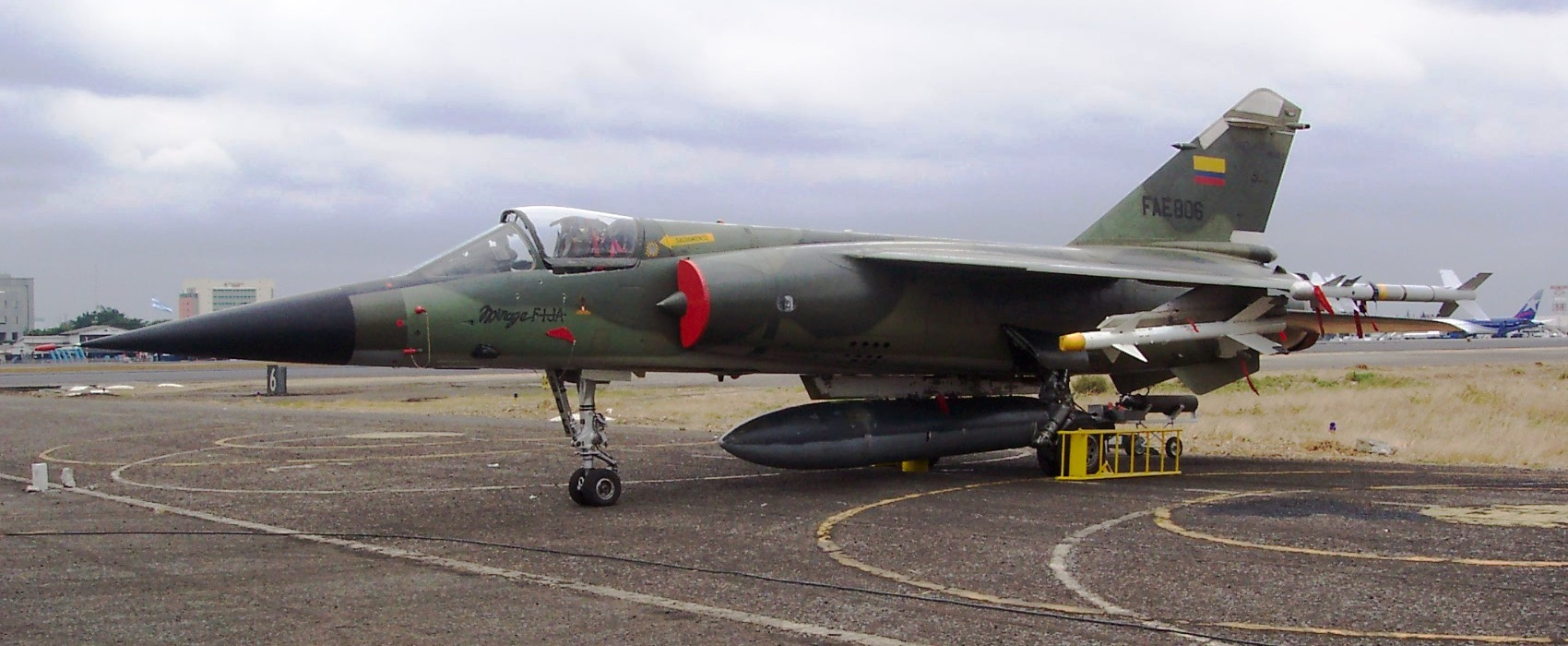
Mirage F1JA con matrícula FAE-806 de la Fuerza Aérea Ecuatoriana, que participó en el combate del 10 de febrero de 1995.

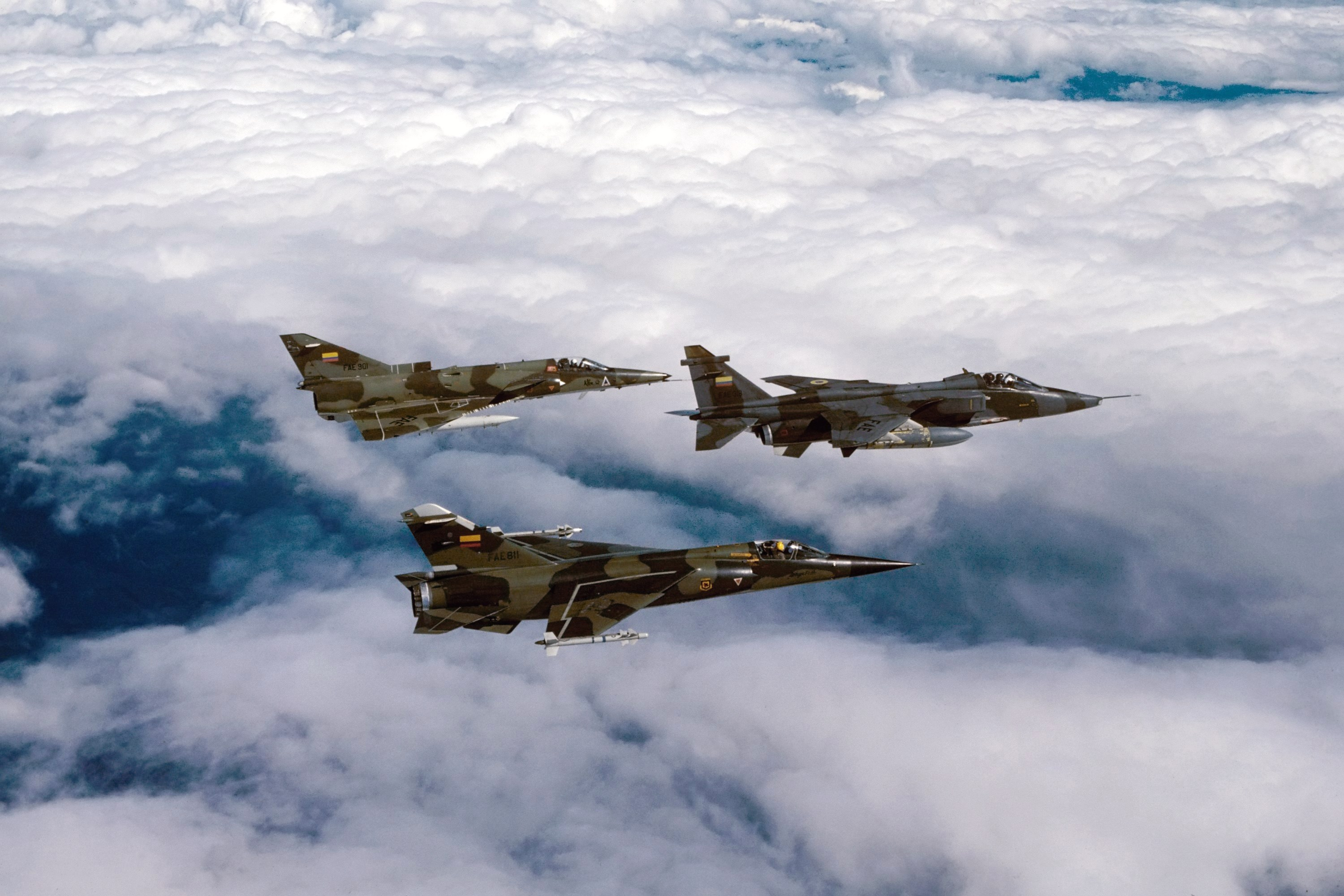
Tres aviones de la FAE en formación un Kfir C.2, arriba, y un Mirage F1, abajo, siguen a Jaguar Mk.1.

A mediados de los años 70, Ecuador solicitó el levantamiento del veto que pesaba sobre los motores J-79 de Estados Unidos que equipaban a los caza Kfir de Israel. Al no poder conseguirlo, decidió la compra de aviones Mirage F1 a Francia. La versión adquirida fue el F1JA, en realidad una versión modificada y más moderna del Mirage F1E. Las entregas comenzaron en 1978 y finalizaron en noviembre de 1980, justo con las primeras escaramuzas con el vecino país Perú.
Entre 1979 y 1980, Ecuador recibió 16 F1JA (una variante de la F1E) y un par de F1JE biplazas. El escuadrón de la Fuerza Aérea de Ecuador (FAE) de Mirage F1JA (Escuadrón de Caza 2112) ya estaba activo en enero-febrero de 1981, durante la breve guerra entre Ecuador y Perú, menos de dos años después que la aeronave fuera entregada a la FAE. 

#### Conflicto de Paquisha
En este conflicto, los ecuatorianos decidieron no desafiar directamente a la Fuerza Aérea peruana (FAP). En el lado peruano, los Mirage 5P y Sukhoi Su-22 proporcionaban cobertura aérea a las operaciones de aerotransporte dentro de la zona de combate. En cambio, los Mirage ecuatorianos se mantuvieron a distancia, realizando patrullas aéreas de combate (CAP) en los márgenes del área de combate, en caso de que los enfrentamientos fronterizos se convirtieran en hostilidades más amplias.
Un intento de intrusión aérea por parte de dos Sukhoi Su-22 Fitter-F, pertenecientes al Escuadrón de Caza N.º 11 Los Tigres de la Fuerza Aérea del Perú (FAP), fue repelido por dos Mirage F1JA ecuatorianos pertenecientes al Escuadrón de Caza 2112, que se encontraban patrullando por la zona y fueron vectorizados por un radar GCI.
Los pilotos ecuatorianos obtuvieron contacto visual con los dos Sukhoi volando bajo. A 8 km de distancia iniciaron un brusco descenso sobre los aviones peruanos. A la distancia máxima de tiro y con un ángulo relativo de 90° respecto al blanco, uno de los Mirage lanzó un misil Matra Magic que, incapaz de engancharse en esas condiciones, se autodestruyó. Los Sukhoi peruanos inmediatamente realizaron un giro hacia babor, plegaron las alas al máximo y encendieron la postcombustión, volviendo rápidamente a su propio espacio aéreo, que alcanzaron en pocos segundos.

#### Guerra del Cenepa
La verdadera acción fue el 10 de febrero de 1995, cuando pilotos ecuatorianos derribaron 2 Su-22 de la fuerza aérea peruana. Cerca del mediodía (durante los días de la guerra del Cenepa), los radares ecuatorianos detectaron la incursión de 5 aviones peruanos en la zona de conflicto. Los pilotos de los escuadrones 2112 y 2113 del Ala de combate 21 de la Base Aérea de Taura de la FAE, quienes se encontraban en alerta permanente (sentados en la cabina de los Mirage, cargados de combustible y armas preparadas), recibieron la orden de despegar. El destacamento del escuadrón 2112, formado por 2 aviones Mirage F1JA, despegó a las 12:49; un minuto después lo hicieron los dos aviones Kfir C.2 del escuadrón 2113.
A las 12:57, los aviones Mirage F1 con numerales FAE 807 (Mayor Raúl Banderas) y el FAE 806 (Capitán Carlos Uzcateguí) detectaron en su radar, y posteriormente avistaron a seis millas, dos aviones Sukhoi Su-22 de la Fuerza Aérea Peruana (FAP). Los aviones ecuatorianos se acercaron a los peruanos y, a las 12:58, el Mayor Raúl Banderas disparó dos misiles Matra Magic II contra un Su-22 peruano, derribándolo al instante. Segundos después, el Capitán Carlos Uzcateguí derribó otro avión peruano, haciendo uso también de 2 misiles. Sin embargo, Perú ha refutado la versión ecuatoriana, afirmando sobre la base de las comunicaciones de radio, la información del radar, el testimonio de los pilotos y el análisis de uno de los restos (el otro explotó antes de tocar tierra), que uno de los Su-22 se perdió al ser alcanzado por la artillería antiaérea enemiga y el otro a causa de un incendio en el motor, antes de que los dos aviones Mirage F1 ecuatorianos llegaran a la zona de combate.
Banderas se desempeñó como Comandante de la Fuerza Aérea Ecuatoriana de mayo de 2014 a febrero de 2016, mientras que Uzcátegui murió en un accidente de entrenamiento en 2002 en la base aérea de Salinas, en la provincia de Santa Elena.
En 2011, todos los Mirage F1 ecuatorianos que aún estaban en servicio se retiraron después de haber volado más de 33 000 horas de vuelo durante sus 32 años en servicio activo. Fueron reemplazados por un escuadrón de cazas Atlas Cheetah comprados a Sudáfrica, ya que compartían muchos componentes con los Kfir.

### Irak

#### Guerra entre Irán e Irak
A finales de la década de los 70, Irak realizó el pedido a Francia de una variante del Mirage F1, designado como Mirage F1EQ, modificado para realizar misiones de ataque de larga distancia, además de otras modificaciones para misiones de ataque, siendo diferente a los F1E utilizados por el Ejército del Aire Francés. Durante el periodo de la guerra Irán-Irak, Francia fue uno de los grandes proveedores (solo por detrás de la Unión Soviética) de armamento, lo que se hizo evidente cuando los franceses prestaron a Irak 5 aviones Dassault-Breguet Super Étendard en el año de 1983, armados con misiles AM-39 Exocet, mientras Irak esperaba la llegada de nuevos F1 para enfrentarse a los F-14 Tomcat iraníes. Los Étendard fueron usados por Irak debido a que la empresa Dassault quería que este último los usara como propaganda de su avión, y además los iraquíes amenazaban con cancelar el pedido de los nuevos Mirage F1.
Durante los primeros años de la guerra, los F1EQ se utilizaban de avión de ataque a tierra, con una capacidad demostrada en combate muy deficiente, a pesar de las modificaciones hechas en los años anteriores a la guerra y el empleo de misiles aire-superficie bastante efectivos. En los siguientes meses, los Mirage empezaron a plantar cara a los Tomcat iraníes, lo que trajo éxitos, cuando un Mirage F1 derribó un F-14 en 1981, devolviendo las esperanzas a los iraquíes de enfrentarse a los cazas iraníes, que hasta ese momento habían dominado los cielos. Esto llevó a los iraquíes a seguir insistiendo en combatir contra los F-14 Tomcat de los iraníes, que hasta entonces habían sido imposible de derribar, al menos con los viejos aviones soviéticos MiG-21 y MiG-23.
En los siguientes meses, los iraquíes lanzarían a los F1 a más combates contra los iraníes, logrando más victorias aéreas, lo que hizo que la confianza y el compromiso en el combate aire-aire aumentara. Según el investigador y analista militar Tom Cooper, aún con estas victorias los F1 iraquíes solo lograron derribar 3 Tomcat, mientras que los F-14 iraníes derribaron 33 F1. Al final de la guerra, los F1 serían equipados con la versión más moderna del misil de largo alcance francés Matra Super R.530. Mientras años atrás estaban armados con los más defectuosos y poco fiables Matra R.530, lo que para muchos analistas es la razón por la cual los F1 no derribaran más Tomcat. En cambio, los F1 lograron derribar 35 aeronaves, la mayoría aviones F-4 Phatoom II y Northrop F-5, sumando también los 3 Tomcat derribados durante toda la guerra.
En 1982, los franceses empezaron en la nueva reconfiguración para transformar los F1 de un caza aire-aire a una variante de ataque, armada con el nuevo y moderno sistema Thomsonp-CSF y con capacidad de llevar más armas, incluyendo el nuevo misil de aire-superficie AS-30, recién salido de pruebas. Este papel de ataque lo cumplían los ya casi obsoletos Hawker Hunter iraquíes. Para 1982, los aviones entregados por Francia llegaron a 24 o 36 unidades. Los ataques a los buques iraníes eran una tarea que para ese año los F1 podían desempeñar fácilmente, siendo a veces combinados con los Super Étendard. Esa combinación era casi imposible de ser derrotada al momento de atacar los buques del enemigo, lo que daría como resultado la entrada de las escoltas aéreas por parte de la fuerza aérea iraní (IRIAF) como apoyo a sus buques petroleros.
El 13 de septiembre, 2 F-100F Super Sabre del grupo 182 filo "Atmaca" turcos violaron el espacio aéreo iraquí, de manera inmediata la fuerza aérea hace despegar un Mirage F1EQ. El piloto iraquí consiguió ponerse detrás de los cazas turcos sin que estos se dieran cuenta de su presencia, y disparó un misil Super 530 (una versión avanzada del Matra R.530) que alcanzaría a uno de los aviones, derribándolo y cayendo sobre el valle de Zakho. En aquel momento, ninguno de los dos lados hizo público el incidente. Los detalles de este serían revelados años después, cuando en 2012 el ministro de defensa turco Ismet Yilmaz lo revelara en respuesta a una pregunta del parlamento, sobre el derribo de un F-4 Phatoom II que había sido alcanzado en Siria en ese año.
El 17 de mayo de 1987, casi al final de la guerra, accidentalmente un Mirage F1 disparó dos misiles Exocet, que alcanzaron al destructor estadounidense USS Stark en el costado izquierdo, matando a más de 20 tripulantes e hiriendo a más de 37.

#### Guerra del Golfo
Antes de la invasión de Irak a Kuwait, los Mirage F1 eran el segundo avión más numeroso en el inventario iraquí (el MiG-21 era el que más unidades operaba en este componente), cuando iniciaron las operaciones en la noche del 17 de enero de 1991. Durante los primeros minutos del conflicto, un Mirage F1 despega de una base aérea iraquí, de inmediato el iraquí detecta en su radar a un EF-111 Raven de la Fuerza Aérea de los Estados Unidos que estaba abriendo una brecha en los radares iraquíes, que era pilotado por los capitanes James A. Denton y el Brent D. Brandon, que tras realizar acciones evasivas cerca del suelo y tras haber evitado un misil disparado desde el F1, este, al no darse cuenta de que estaba muy cerca del suelo, se estrella, causando la muerte del piloto, siendo el único derribo del Raven en toda su vida operativa. Más tarde, en la noche de ese mismo día, otro enfrentamiento entre Mirage F1EQ y EF-111 Raven se saldaría con la victoria del Mirage, que era pilotado por el capitán Nafei Al-Jubouri, derribándolo cuando este logra colocarse a las 6 del Raven, disparando un misil de corto alcance Matra Magic II, al igual que el otro enfrentamiento (pero intercambiando lugares) el avión enemigo se estrella contra el suelo, causando la muerte de los pilotos.
Las fuerzas de la coalición aliada habían destruido varias unidades de Mirage F1EQ, de las que 6 fueron derribadas por F-15C Eagle de la USAF. Un par de F1EQ se prepararon para bombardear centrales y silos petroleros saudíes, los cuales estaban armados con bombas de racimo Beluga que serían dirigidas a estos, pero desgraciadamente para los iraquíes, los F1 fueron derribados F-15C saudíes. Al final, de los 88 Mirage F1 existentes en el inventario de Irak, 23 fueron destruidos, otros 6 fueron dañados y 24 huyeron a Irán, siendo estos puestos al servicio de la Fuerza Área de Irán (IRIAF). De los 23 destruidos, 9 fueron reclamados por combates aéreos, dejando solo 23 supervivientes que serían dados de baja años después, dada la imposibilidad de conseguir repuestos debido al embargo de armas impuesto por los países participantes de la Operación Tormenta del Desierto. Francia, que era quien suministraba repuestos, cesaría la entrega de estos, haciendo que los restantes F1 sirvieran en la IRAAF hasta entre los años 1999 y 2001.
Hoy en día, con la reconstrucción de la nueva Fuerza Aérea Iraquí, Francia (antiguo proveedor de armamento y de los aviones propiamente dichos) ofreció a Irak la modernización y entrega de 36 Mirage F1. Actualmente, esta opción parece que se ha descartado a favor de la compra de 50 MiG-35 de la empresa Mikoyan (que anteriormente le había vendido 41 MiG-29), lo que podría ser el final para los F1 en Irak.

### Marruecos

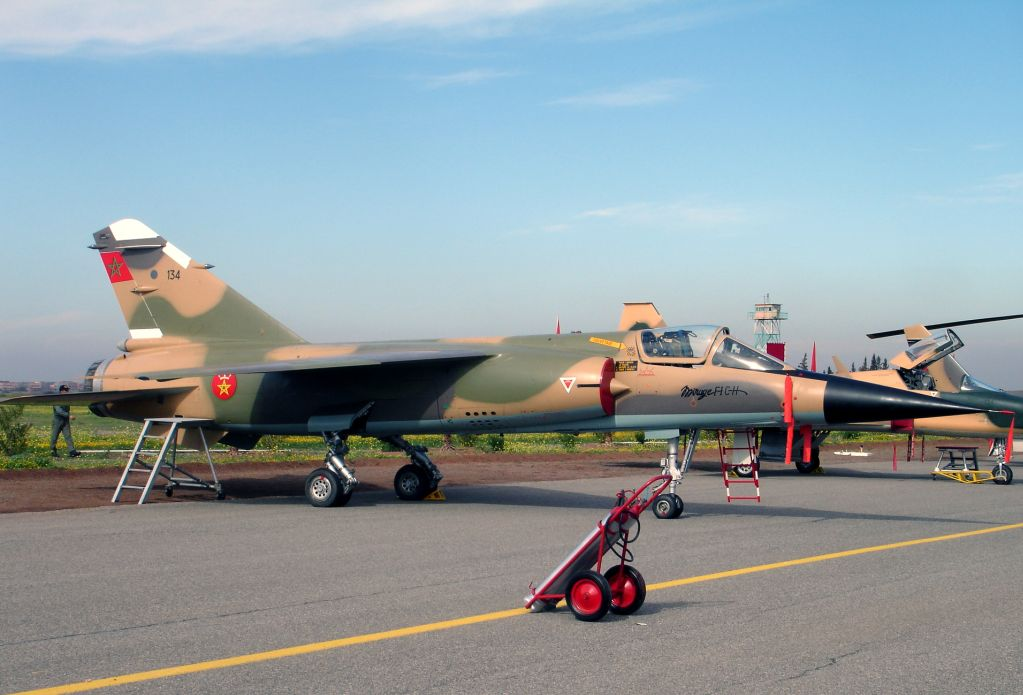
Un Dassault Mirage F1CH de la Real Fuerza Aérea Marroquí.

Durante 1975, la Real Fuerza Aérea Marroquí (RMAF) realizó un pedido por 30 Mirage F1CH y 20 Mirage F1EH, el primer lote fue entregado durante 1978. En el momento de la entrega se agruparon en dos escuadrones, uno enfocado en operaciones de ataque a tierra y el otro en defensa aérea. El Mirage comprendía más de un tercio de la fuerza de combate y sirvió como el principal caza de defensa aérea de la RMAF durante las siguientes dos décadas. Ya en 1979 los aviones estaban comprometidos en misiones de combate contra las fuerzas del Frente Polisario, que operaban en el Sáhara Occidental. La RMAF perdió siete Mirage como resultado del fuego hostil, junto con otros seis que se estrellaron debido a diferentes contratiempos. Tres pilotos de Mirage resultaron muertos y tres fueron capturados.

### Sudáfrica
Durante 1971, Sudáfrica comenzó su búsqueda de un reemplazo para el Mirage III. Al ser el Mirage F1 una versión mejorada del Mirage III, era la opción ideal. Además, podía operar en bases sin mucho equipamiento, lo que resultaba perfecto para los despliegues que preveía la Fuerza Aérea Sudafricana (SAAF) en Namibia y Angola.
Como resultado, se decidió comprar una licencia para fabricar tanto el Mirage F1 como su motor, con la intención de producir hasta 100 aviones Mirage F1 localmente. Sin embargo, esta licencia se canceló rápidamente como resultado del inminente embargo de armas de 1977. La SAAF procedió a comprar 16 Mirage F1CZ y 32 Mirage F1AZ, que fueron entregados rápidamente por Dassault antes de que se implementara el embargo. La primera parte de estas entregas se realizó en 1975. Sudáfrica fue el primer cliente extranjero del Mirage F1C y uno de los dos únicos del F1A. El 4 de abril de 1975, el 3 Escuadrón se formó con la llegada de los primeros Mirage F1CZ salidos de la línea de montaje de Atlas.
Tanto las variantes F1CZ como F1AZ de la SAAF vieron una acción considerable durante las operaciones en la Guerra de la Frontera. En noviembre de 1978, los primeros cinco F1CZ se desplegaron en África del Sudoeste (Namibia). Se encargaron de escoltar las misiones de reconocimiento sobre el sur de Angola. Desde 1980, los despliegues como aviones de escolta se hicieron regulares. Debido a los problemas con el F1AZ, a los F1CZ se les asignó el papel del ataque en el sur de Angola, utilizando cohetes Matra M155 o bombas de 250 kg.
A finales de la década de 1970, la SAAF utilizó sus F1 para realizar ataques de largo alcance en Angola. En marzo de 1979, los F1 llegaron a atacar Benguela, a unos 500 km de la frontera con Namibia. Pocos meses después, atacaron un campamento del SWAPO en Lubango, a unos 250 km de la frontera.

#### Guerra aérea en la Frontera de Sudáfrica
Los F1CZ daban cobertura a los Impala en sus misiones de ataque en el área de la frontera. También, en las incursiones en Angola, los F1CZ protegían a tropas y aviones del SADF. Solo fue cuestión de tiempo que se encontraran con los aviones de la DAAFAR (Defensa Antiaérea y Fuerza Aérea Revolucionaria) cubana destacados en Angola.
El primer combate aéreo de la guerra fue planificado en detalle por la SAAF, con la misión de un golpe de efecto propagandístico, que subiera la moral de la UNITA. El 6 de noviembre de 1981, los radares cubanos detectaron una pareja de Mirage F1CZ que penetró en Angola y volaba directamente a la base aérea de Lubango. La pareja de MiG-21MF, de guardia con misiles R-3S, del primer teniente Ezequiel Cancela (líder) y el teniente Danacio Valdés (número), despegó a su encuentro. La conducción desde tierra los llevó a un punto ventajoso para interceptar, y cuando el par de MiG-21 se posicionó en las colas de los Mirage F1, estos comenzaron maniobras evasivas, perdiendo altura. En ese momento se acercó a los MiG-21MF otra pareja de Mirage F1CZ emboscados a baja altura, fuera de la detección de los radares, que abrieron fuego de cañón por sorpresa. El MiG-21MF de Valdés resultó dañado por las ráfagas de 30 mm del mayor Johann Rankin, y tuvo que catapultarse, mientras que Cancela salió ileso y aterrizó en Lubango.
Esta fue la primera victoria de la SAAF desde la guerra de Corea, y la única pérdida en el combate aéreo en toda la historia de la aviación cubana.
Un año después, el 5 de octubre de 1982, se produce el segundo choque aéreo. Una pareja de Mirage F1CZ, pilotados por el mismo Johan Rankin y por Cobus Toerien, escoltaba a un Canberra de reconocimiento. Para interceptarlos, se envió un par de MiG-21MF con misiles K-13, pilotados por el teniente Raciel Marrero y el teniente Gilberto Pérez. Comienzan las maniobras de combate, pero a través de un giro cerrado, los MiG-21 pierden de vista al enemigo. Los dos MiG-21 regresaron y aterrizaron normalmente en su base de Lubango. A pesar de esto, los sudafricanos reclamaron oficialmente una victoria aérea inexistente, y declararon que el otro MiG-21 había sufrido daños de combate. Según los cubanos, la SAAF estaba equivocándose en ambos casos.
En mayo de 1982, un helicóptero Mi-8 de Angola, que la SADF creyó un transporte de oficiales superiores, fue destruido en el área de Cuvelai. El helicóptero estaba con los rotores en marcha y en el suelo cuando un par de F1CZ lo  destruyeron con disparos de cañón de 30 mm.
Se perdieron dos F1AZ del 1.er Escuadrón sobre Angola. El 20 de febrero de 1988, mientras volaba una salida de interdicción durante la Operación Hooper, el F1AZ del comandante Ed Todo fue derribado por un misil SAM SA-13 Gopher. El F1AZ '223' se perdió casi un mes después, el 19 de marzo. El capitán Willie van Coppenhagen se estrelló cuando regresaba de un ataque por la noche. Una Junta de Investigación de la SAAF no pudo determinar las causas del accidente.
Dos F1AZ y un F1CZ también fueron dañados por la acción del enemigo, pero regresaron a la base. El 7 de junio de 1980, mientras atacaba el campo de entrenamiento Tobias Haneko del SWAPO durante la Operación Escéptica (Smokeshell), el comandante Frans Pretorius y el capitán IC du Plessis fueron alcanzados por un misil SAM S-125 Neva/Pechora. El avión de du Plessis fue tocado en una línea de combustible y tuvo que realizar un aterrizaje forzoso en la AFB Ondangwa. El avión de Pretorius sufrió un daño mayor y tuvo que desviarse hacia la pista de aterrizaje de Ruacana, donde aterrizó con solo el tren de aterrizaje principal extendido. Ambos aviones fueron reparados y devueltos al servicio. Durante la última fase de la guerra, los F1AZ volaron 683 combates de combate, y se dispararon más de 100 SAM contra ellos.
Con la intensificación del conflicto a finales de 1987, comienzan los combates aéreos de los Mirage F1 de la SAAF. El 27 de septiembre de 1987, la pareja de MiG-23ML cubanos del mayor Alberto Ley Rivas, y su número, el primer teniente Juan Carlos Chávez Godoy, despega a cubrir una misión de rescate de los helicópteros por la zona de Cuito Cuanavale, cuando reciben el aviso del radar terrestre, de que dos cazas sudafricanos penetran el espacio aéreo angoleño rumbo norte.
Eran dos Mirage F1CZ del 3rd Squadron de la SAAF, pilotados por el comandante Carlo Gaggiano y su número, el capitán Arthur Piercy. Los MiG-23ML siguen las indicaciones del radar para interceptar a los Mirage, aproximándose de frente. El radar del MiG-23ML de Chávez capta y fija al primer Mirage F1 a 12 km, pero no puede disparar su misil R-24 de medio alcance. Ambas parejas de cazas giran, y, desde su posición, el MiG-23ML de Rivas quedó delante (Rivas llevaba solo misiles de corto alcance R-60MK (AA-8 Aphid)). Las dos parejas de cazas se cruzan de frente, y giran en la horizontal para colocarse en la cola del otro. Sin embargo, el MiG-23ML tiene una superioridad de maniobra frente al Mirage F1, y su radio de giro es menor. En pocos segundos, Rivas logra colocarse en la cola del Mirage F1CZ de Piercy, y cuando está a 300 metros lanza un misil R-60MK, que explosiona en su cola. Chávez y el operador de tierra gritan emocionados confirmando el impacto. Eran las 14:36 horas. El otro F1, ante la suerte de su compañero, bruscamente pica a tierra, y se aleja del combate en vuelo rasante hacia Namibia. Los MiG-23ML, considerando el primer Mirage derribado, intentan perseguir al segundo avión, pero ya están al límite de combustible, y regresan.
Piercy pudo salir del combate, pero con daños, y decidió dirigirse al aeródromo de Rundu, Namibia. El misil R-60MK explotó cerca de la tobera, dañando las alas, pero lo peor fue que el sistema hidráulico se dañó seriamente, y comenzó a fallar. Piercy controló a duras penas su Mirage F1CZ, y, al intentar aterrizar, se estrelló, perdiendo el tren. El golpe disparó el asiento, el paracaídas de Piercy no tuvo tiempo de abrirse y golpea con la tierra. Como consecuencia, Piercy se dañó seriamente la columna y queda inválido. Su Mirage F1CZ 206 fue dado de baja y canibalizado para arreglar el Mirage F1 205, que también estaba de baja. Durante años, Sudáfrica ocultó la pérdida en combate de este Mirage, calificándola del accidente.
Los Mirage eran inferiores a los MiG-23 cubanos, a pesar de la profesionalidad y habilidad de los pilotos de la SAAF. Esto era sabido y Sudáfrica llevaba años buscando un avión más moderno y nuevos misiles con ayuda de Israel. Además de disponer de capacidad para atacar desde el hemisferio delantero y tener mejores misiles guiados por radar e infrarrojos, el MIG-23ML también superaba al Mirage en maniobrabilidad, velocidad, techo máximo, alcance y ritmo de subida. El embargo internacional impedía modernizar los F1 y comprar misiles mejores para enfrentarse a los MiG-23 cubanos. El éxito del MiG-23 fue que consiguió frenar a los F1AZ, que antes atacaban impunemente y ahora debían hacerlo con precaución. A pesar de todo, la SAAF siguió con sus misiones de ataque al suelo en Angola, evitando a los MiG-23ML.
En febrero de 1987, tres F1AZ dispararon varios misiles V-3B contra un grupo de MiG-23 sin éxito. Esto se repitió nuevamente en febrero de 1988, cuando un F1AZ disparó un misil contra un MiG-23 y disparó su cañón de 30 mm, nuevamente sin éxito. Varios otros intentos fallidos se hicieron durante el período 1987-88.
Aparte de las operaciones de Namibia en julio de 1981, un piloto de la Fuerza Aérea de Mozambique desertó con su MiG-17. Voló desde su base cerca de Maputo hacia Sudáfrica. Dos F1AZ, que regresaban de un ejercicio de entrenamiento, interceptaron al MiG-17. En marzo de 1981, dos F1AZ interceptaron un CASA C-212 del Ejército de Zimbabue y le obligaron a aterrizar en Sudáfrica, después de afirmar que la aeronave había violado el espacio aéreo sudafricano.
La SAAF perdió otros seis F1AZ y tres F1CZ por varios contratiempos. El F1CZ '205' se incendió después de aterrizar y se reparó utilizando la sección de cola del F1CZ '206' (el avión de Piercy).

#### Pérdidas y accidentes deMirage F1de la SAAF
- Febrero de 1979: F1AZ 246 del capitán Wassie Wasserman. Causado por fuego del motor cerca de Cullinan (Sudáfrica).
- Febrero 1979: F1CZ 200 del mayor Chris Brits. Se estrelló sobre la escena del accidente del 246 por error del piloto.
- Junio de 1980: F1AZ 234 del Mayor Frans Pretorious, dañado por misil SA-3 cerca de Lubango (Angola). Aterriza con éxito en Ondangwa a pesar de los daños.
- Junio 1980: F1AZ 237 del Capitán IC du Plessis. Alcanzado por misil SA-3. Regresa a vase y realiza aterrizaje forzoso sin rueda de morro.
- Noviembre de 1980: F1CZ 208 del capitán Les Bennett. Estrellado al despegar en Groblersdal (Sudáfrica).
- Marzo de 1984: F1AZ 228 del Capitán Digby Holdsworth. Se estrella por mal tiempo cerca de Lydenburg (Sudáfrica).
- Febrero de 1985: F1CZ 205 del capitán Pierre du Plessis. Incendio en el motor durante entrenamiento. Logra volver a base.
- Abril de 1985: F1AZ '222 del mayor Jan Henning. Se estrella en la base de Hoespruit.
- Julio de 1985: F1AZ 221 del capitán Rickus de Beer. Se estrella durante vuelo de entrenamiento al intentar aterrizar en Hoedspruit.
- Diciembre de 1986: F1CZ 215 del capitán John Sinclair. Se estrella contra montaña durante un entrenamiento de navegación en vuelo de bajo nivel sobre Transvaal (Sudáfrica).[8]
- Septiembre de 1987: F1CZ 206 volado por el capitán Arthur Piercey, alcanzado por un R-23 o un R-60 durante el enfrentamiento contra un MiG-23ML, al recuperarse en Rundu se pasó la pista, el piloto se eyectó inadvertidamente y resultó gravemente herido; el F1CZ 205 tiene la sección de cola del 206 y volvió al servicio como 205.
- 20 de febrero de 1988: F1AZ 245 pilotado por Maj. Ed Every, alcanzado por un SA-9 y estrellado en Angola, piloto muerto en acción; muerte confirmada por fuentes angoleñas y cubanas, así como informes del equipo de reconocimiento del SADF, que encontraron restos del equipo SA-9 cerca de los restos del avión.

#### Proyecto «Super Mirage»
Concluida la guerra de la frontera de Sudáfrica, a inicios de la década de los noventa se inició la cooperación con Rusia para modernizar sus F1AZ y CZ. Algunos lo interpretaton como una medida de la admiración que llegó a sentir la SAAF hacia las aeronaves soviéticas, pero en realidad algo parecido se habían planteado una década antes en Francia con el motor y equipos del Mirage 2000. Se comenzaron estudios para adaptarles el motor Klimov RD-33 del MiG-29 modificado, y la capacidad para los misiles R-73E, pero más adelante todo el programa fue cancelado y los F1 de ambas versiones fueron retirados del servicio.
La aeronave elegida para este proyecto fue el  Mirage F1AZ 216. El aparato llegó a ser conocido como "Super Mirage F1". Después de 22 años de servicio, el Mirage F1 fue retirado el 25 de noviembre de 1997.

### Libia
Libia adquirió un total de 36 Mirage F1AD para equipar a la Fuerza Aérea Libia. El modelo base F1AD es una variante especializada de ataque que carece del radar estándar. En cambio, está equipado con una sonda de combustible retráctil montada en el morro, algo que alarmó a Israel. Cuatro F1AD se actualizaron posteriormente a una configuración multiusos.
Los Mirage F1 libios participaron intensamente en la guerra en Chad y demostraron su valía durante las campañas libias de 1981 y 1983. Sin embargo, no se usaron más tarde, ya que la Fuerza Aérea los guardó para una eventual confrontación contra los Estados Unidos y sus aliados. En agosto de 1981, un gran grupo de 70 aviones libios, incluidos MiG-23, MiG-25, Su-20, Su-22M y Mirage F1, se acercaron a un grupo de combate de la Armada estadounidense como muestra de fuerza. Fueron escoltados hasta su retirada de la zona por 14 McDonnell Douglas F-4 Phantom II y Grumman F-14 Tomcat.
Cuando operaba en Chad, el Mirage F1AD desplegaba una configuración de combate típica, que consistía en un par de depósitos de combustible de 1300 litros y un par de bombas Belouga CBU. Las operaciones se realizaron casi exclusivamente durante las horas del día y desde grandes alturas, lo que resultó en una eficacia limitada. Desde 1981, se desplegó un destacamento en Marten es-Serra, en el sur de Libia. A partir de 1983, estos Mirage F1 se basaron regularmente también en Faya-Largeau, en el centro norte de Chad. Junto con los Mirage 5, el Mirage F1 contribuyó decisivamente al enorme éxito obtenido durante las diferentes campañas contra las tropas chadianas a principios de la década de 1980. Operando en un terreno desértico abierto y árido, causaron grandes daños, haciendo muy costoso cualquier movimiento de tropas grande y sin pérdidas a cambio.
La flota de Mirage F1 sigue activa en la actualidad, entrando en acción en la guerra civil libia de 2011. La Fuerza Aérea de Libia representó una pequeña amenaza para las fuerzas de la coalición, en parte como resultado de un equipo insuficiente y una gran dependencia de los aviones más antiguos adquiridos de la Unión Soviética, pero siguió siendo efectiva contra los rebeldes mal armados anti-Gaddafi. El 21 de febrero de 2011, un par de F1 libios aterrizó en Malta, después de que se les ordenara bombardear a los manifestantes en Bengasi. Ambos pilotos reclamaron asilo político. Tras la muerte de Muammar Gaddafi y el final de la guerra civil, Francia y Libia formaron un acuerdo en 2012 para modernizar la flota restante de Mirage F1, así como para cubrir la posible compra de Mirage F1 adicionales, que habían sido operados anteriormente por el Ejército del Aire francés.

### Irán
Decenas de aviones iraquíes, entre ellos varios Mirage F1, huyeron a Irán para salvarse de ataques durante la primera guerra del Golfo Pérsico en 1991. En la madrugada del 26 de enero de 1991, unos 25 Mirage F1, varios Falcon 20 y Falcon 50, un Ilyushin Il-76 Candid y un Il-76MD Bagdad-1 de alerta temprana aterrizaron en la base aérea iraní de Noujeh. Irán se incautó los aviones iraquíes como compensación parcial por las pérdidas sufridas por la guerra que había lanzado Sadam en 1980. Se cree que 18 Mirage F1EQ y 6 Mirage F1BQ huyeron a Irán.
La Fuerza Aérea Islámica de Irán (IRIAF) estaba muy interesada en los Mirage F1, sobre todo en la versión F1EQ-6, que contaba con un sistema de navegación y ataque mejorado, sistema de alerta radar Sherlock, misil AM-39 Exocet y misil aire-suelo ruso Kh-29 de guiado láser semiactivo. En julio de 1991, todos los Mirage recibieron matrículas y colores de la IRIAF, pero hubo que esperar hasta mediados de 1993 para que comenzaran a ser puestos en servicio. Nadie sabe dónde consiguió Irán la documentación técnica, manuales de vuelo y mantenimiento, y todo el equipamiento necesario para poner los aviones en servicio y operarlos regularmente.
El 25 de abril de 1997, un F/A-18D Hornet declaró haber sido iluminado por dos radares que identificó como Cyrano IV. Tras una rápida maniobra el caza estadounidense viró hacia la amenaza pudiendo obtener contacto visual con dos Mirage F1EQ-6. El encuentro no duró más de dos minutos, pero confirmó que Irán estaba utilizando los Mirage, algo que se había descartado porque Dassault siempre negó la asistencia técnica a Irán. Luego la explicación oficial fue que algunos manuales del F1C y del F1EQ había sido suministrados a Irán antes de la revolución iraní, cuando Dassault quería venderles 50 Mirage F1. Lo que es cierto es que Irán realizó abiertamente 
gestiones en Francia después de 1993 para la compra de repuestos. Francia ofreció 50 Mirage F1CT y 1000 misiles R-550 Magic Mk.II y Super 530D. La oferta final francesa fue rechazada, sin embargo. Los iraníes estaban especialmente interesados en comprar los 16 F1EQ-6 que Dassault no había entregado a Irak.
Los Mirage F1EQ iraníes fueron utilizados en misiones de ataque contra bandas de contrabando de droga, así como contra las milicias talibanes, estas últimas en el interior de Afganistán. 
En el año 2001 se ordenó dejar la flota en tierra por falta de repuestos para algunos componentes clave. A finales del 2007 se ordenó regresar las unidades al servicio. El personal técnico de los Northrop F-5 logró reactivar dos biplazas y un F1EQ-6, que participaron el 17 de abril de 2008 en un sobrevuelo sobre Teherán de 140 aviones de combate. En 2010, solo cinco ejemplares fueron observados en distintos ejercicios durante ese año, estimándose que su nivel operativo era bajo, y se cree que en 2011 fueron desprogramados de modo definitivo. En 2014, fuentes militares persas informaron que habían armado los aviones con sistemas de armas construidos por Irán. La Fuerza Aérea de Irán potenció sus capacidades, equipando sus Mirage F1 con un nuevo radar y armamento de fabricación propia.

### Grecia
Ante la negativa de Estados Unidos a vender armas avanzadas en 1974, el gobierno griego firmó la compra de 40 Mirage F1CG. Con ellos se equipó dos escuadrones de cazas todo tiempo, basados en Tanagra y en Iraklion. Debido a la prisa de los griegos, los aviones provenían directamente de un lote destinado al Armeé de l'Air, siendo entregados solo siete meses después de la firma. A inicios de 1975 llegaban a la base aérea de Tanagra los primeros aviones. En su momento, eran lo mejor de la aviación griega.
Sobre el Egeo, los encuentros con aviones turcos fueron frecuentes. Muchas veces estos encuentros se convertían en simulacros de combate. Con la llegada de los F-16 turcos, los griegos dejaron de imponerse en estos encuentros. El 18 de junio de 1992, poco después del mediodía, el teniente Nicolaos Sialmos perdió el control de su Mirage F1 cuando trataba de maniobrar para ponerse en la cola de un F-16 turco. El avión perdió potencia, perdió altura y se estrelló contra el mar, pereciendo el piloto en el incidente. A cambio, el 8 de febrero de 1995, un F-16 turco se estrelló cerca de Rodas después de ser interceptado por F1CG.

### Kuwait
En 1977, Kuwait eligió el Mirage F1 para reemplazar sus BAC Lighting en el papel de defensa aérea. Breves escaramuzas fronterizas con Irak llevaron a lanzar un programa de reequipamiento y modernización. Se compraron 18 Mirage F1CK, 9 Mirage F1CK-2 (equivalente al F1E), 2 Mirage F1BK y 4 Mirage F1BK-2. Los aviones del primer lote serían actualizados al estándar F1CK-2. Los Mirage F1CK estaban equipados con el radar Cyrano-IV y misiles AIM-9 Sidewinder, reemplazados por R.550 Magic Mk.II unos años después.
Los Mirage formaban los escuadrones 18 y 61, basados en Ali al-Salem Sabah. A pesar de los ocasionales ataques de F-4E Phantom iraníes a puestos fronterizos durante la guerra Irán-Irak, los aviones llevaron una vida bastante tranquila hasta que, en agosto de 1990, Irak invadió Kuwait. Seis Mirage F1CK lograron despegar de su base y reclamaron la destrucción de 13 helicópteros iraquíes. Según algunas fuentes, también habrían derribado un MiG-21 y un Il-76. No existen informes ni testigos de esos derribos. En los ataques aéreos y bombardeos de la Base Aérea Ali, un Mirage F1CK fue destruido y otro muy dañado. Los aviones se retiraron a Arabia Saudita y estuvieron basados en Dhahran hasta que formaron un ala conjunta con Mirage 2000 y Mirage F1CR franceses.
En Kuwait, los iraquíes capturaron hasta 14 Mirage F1CK intactos. Los iraquíes consideraron que los Mirage kuwaitíes que habían quedado en sus manos eran más viejos y menos capaces que sus F1EQ, y no mostraron interés alguno en ellos, siendo solo usados para entrenamiento hasta enero de 1991. Algunos sobrevivieron a la guerra y otros fueron destruidos por los ataques de la coalición. Los pocos F1CK-2 supervivientes que quedaron en manos kuwaitíes recibieron algunas actualizaciones después de la guerra, hasta que los F/A-18C Hornet comenzaron a llegar a partir de 1993 y los jubilaron.

### Oriente medio

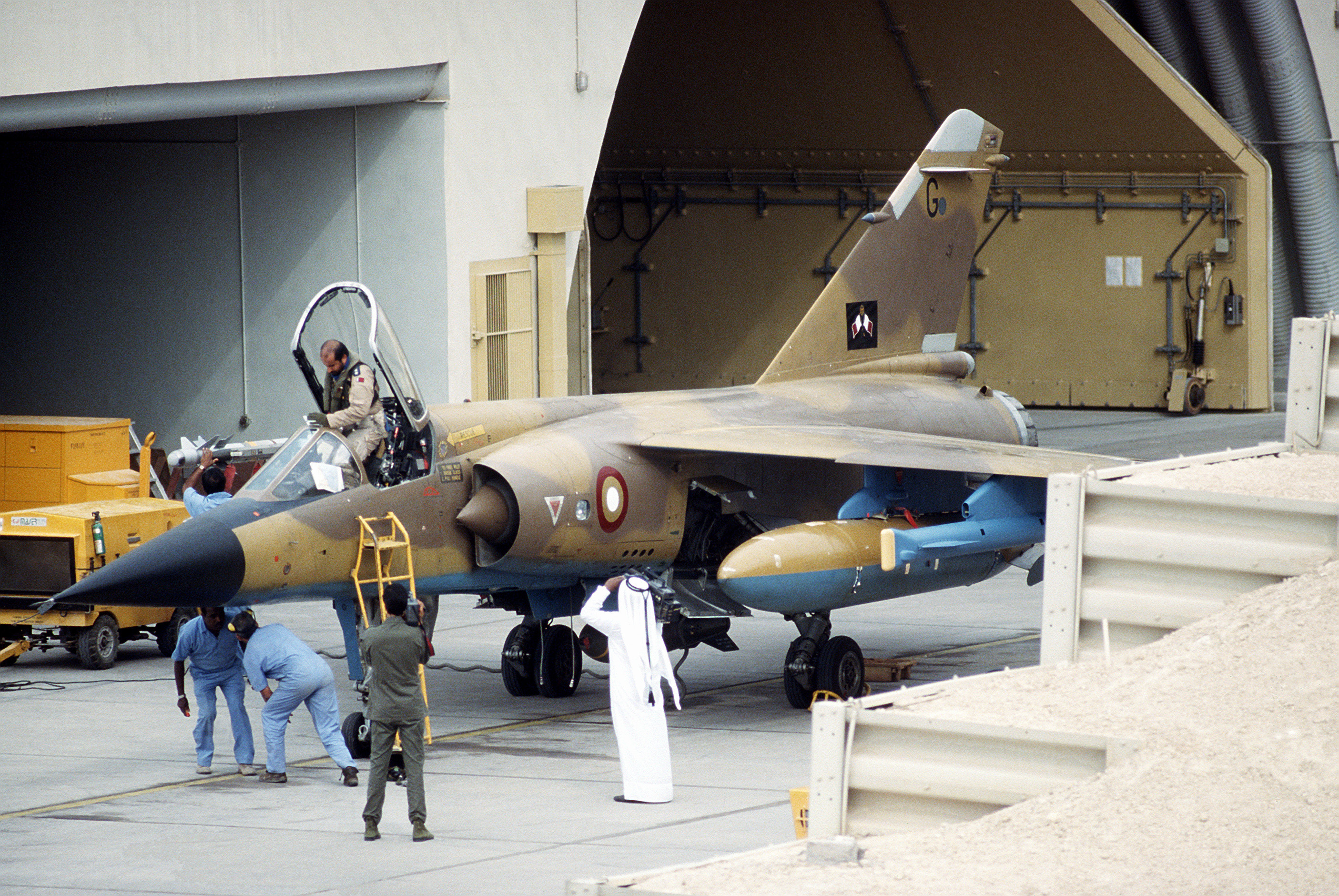
Mirage F1 de la Fuerza Aérea de Catar.

Aparte de Kuwait, el Mirage F1 fue comprado por otros países de la zona:
- Catar: se compraron, en el año 1980, 12 F1EDA y 2 biplazas F1DDA. En 1991, los aviones participaron en misiones de ataque y de defensa aérea durante la guerra contra Irak. Algunos Mirage F1 franceses se basaron en Doha, operando conjuntamente con los cataríes. En 1994, España compró de segunda mano estos aviones, cuando fueron reemplazados por Mirage 2000.[21][22][23]
- Jordania: cuando en 1981 los aviones israelíes sobrevolaron impunemente Jordania en su ataque sobre la central nuclear de Osirak en Irak, se hizo evidente que no se contaba con ningún avión de combate moderno. La Real Fuerza Aérea de Jordania ya había encargado en 1979 un lote de 17 F1CJ y 2 F1BJ, siendo pagado por Arabia Saudita, pero se compró un segundo lote de 17 F1EJ y 2 F1DJ. Los jordanos mantuvieron una teórica paridad con los F-16 de Israel hasta que en 1987 Israel recibió los F-16C/D Block 30 con misiles BVR AIM-120 AMRAAM. Jordania trató de actualizar los F1CJ. Como parte del apoyo a Saddam Hussein durante la guerra con Irán, se creó en Jordania un escuadrón conjunto de Mirage F1, entrenando Jordania a pilotos iraquíes. En 1997 llegan los primeros F-16 de la versión de defensa aérea y los Mirage F1CJ pasaron a misiones de segunda línea. Con la llegada de más F-16, se decidió retirar los Mirage a partir del año 2006. En 2020, los Mirage F1 retirados fueron vendidos a Draken International, tras haber sido ofrecidos a varios países (Argentina, Irak).[24][25][26]

## Variantes

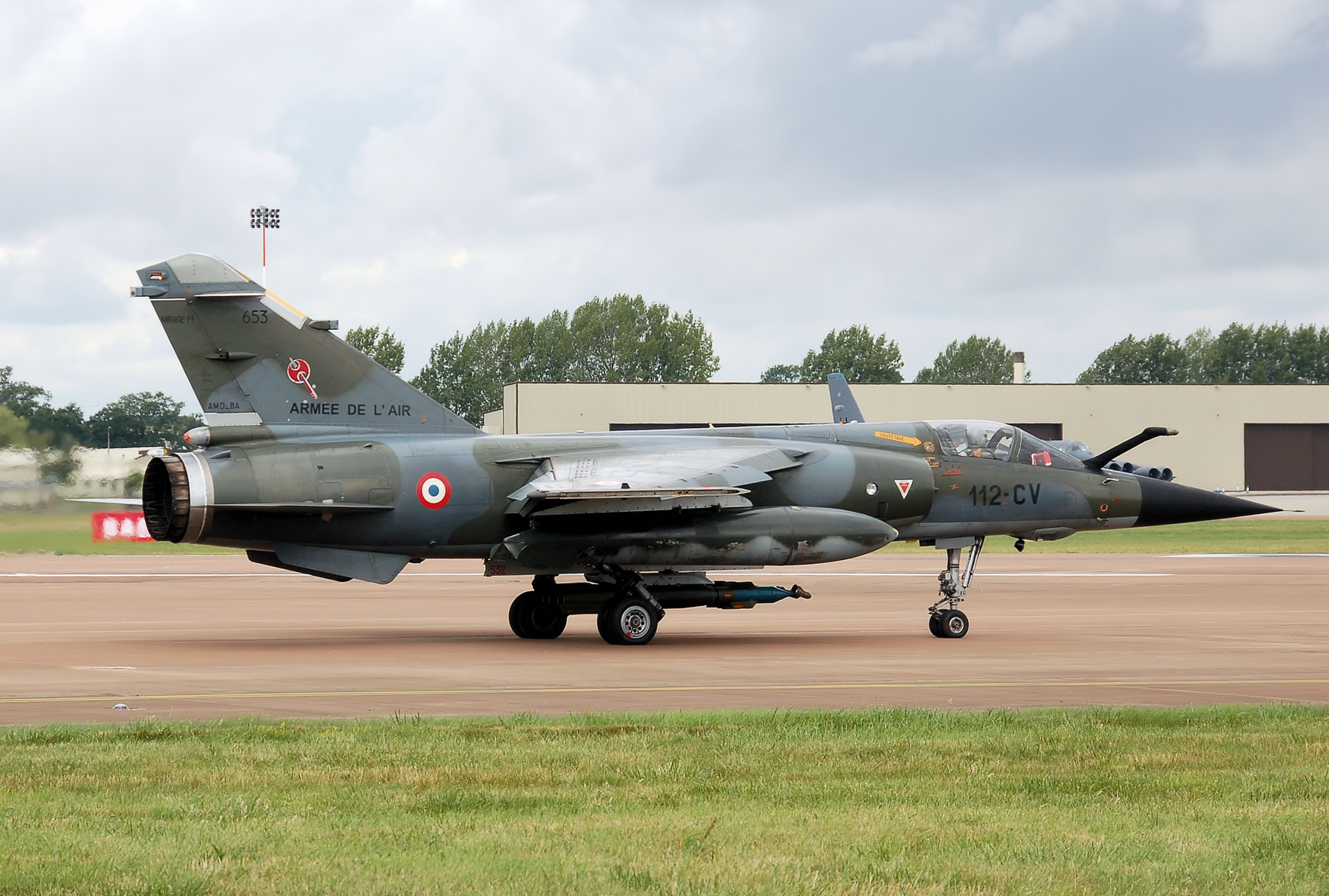
Mirage F1CR con la sonda para reabastecimiento aéreo de combustible instalada.

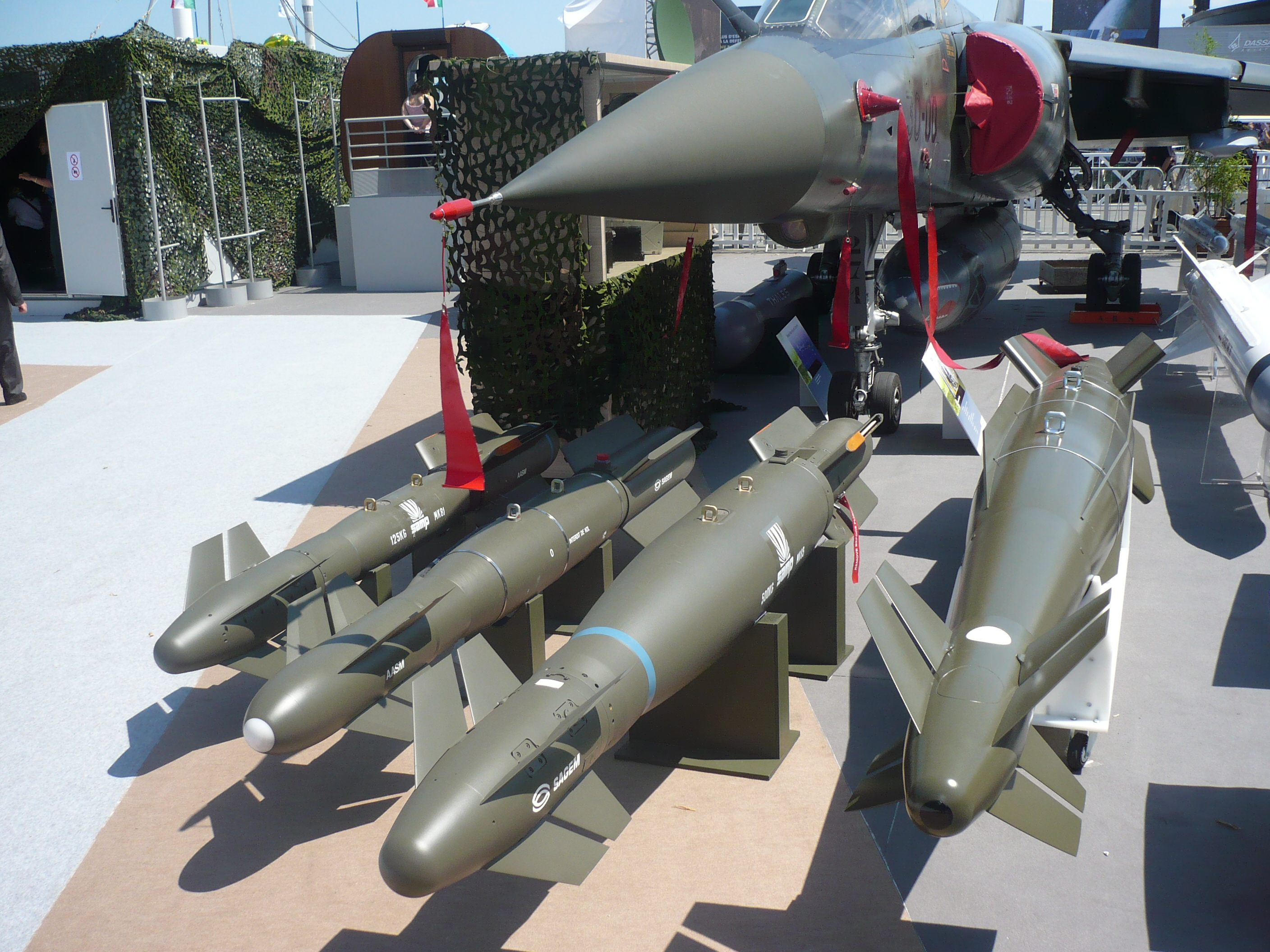
Bombas guiadas de 125, 250, 500 y 1000 kg junto a un Mirage F1.

Del Mirage F1 se construyeron múltiples versiones:
Mirage F1A
Es una versión simplificada y desarrollada para los requerimientos de un avión de interdicción que pudiera ser empleado en misiones de superioridad aérea para Sudáfrica, con capacidades de defensa aérea reducida, desprovista del radar Cyrano IV y de los misiles Matra Super 530. Esta versión tiene como ventajas además de su coste, un mayor alcance o la capacidad para una carga bélica superior. Su equipo estaba compuesto por un radar telemétrico Aida 2, telémetro láser Thompson-CSF, navegación Doppler y unidad inercial SFIM. Siendo un avión de coste relativamente bajo, el F1A no tuvo demasiado éxito, solo se vendieron 32 ejemplares a Sudáfrica (Mirage F1AZ) y 16 a Libia (Mirage F1AD).
Mirage F1B
Es la versión biplaza de entrenamiento del modelo F1C, con total capacidad operativa, pero sin cañones, siendo la sección delantera del fuselaje 30 cm más larga, 200 kg más pesado en vacío y tiene menor capacidad interna de combustible, viéndose reducida a 3850 l a causa de la cabina trasera. Voló por primera vez el 26 de mayo de 1976. Las exportaciones comenzaron a finales del mismo año, siendo esta variante también utilizada por el Ejército del Aire francés.
Mirage F1C
Es la versión de interceptación todo tiempo estándar del Ejército del Aire francés, con capacidad secundaria de ataque visual a tierra. Equipado con radar Cyrano y dos cañones DEFA 553 de 30 mm, podía lanzar al principio misiles Matra R550 Magic. Esta variante, con ligeras modificaciones en cada caso (por ejemplo, en España, la posibilidad de llevar misiles AIM9-P Sidewinder), fue adquirida por varios países: Grecia, Jordania, Kuwait, Marruecos, Sudáfrica y España.
Mirage F1C-200
Es igual que el F1C, pero con una sonda de reabastecimiento en vuelo.
Mirage F1D
Es la versión de exportación del modelo F1B. La única diferencia entre ellos son los asientos de eyección cero-cero que equipan al F1E.
Mirage F1E
Tuvo bastante más éxito, este tipo de avión era un derivado del estándar F1C, pero con nuevos y mejores equipos como ordenador de datos Croucet, Head-up display (HUD) nuevo, plataforma inercial SAGEM-Kearfott, computador digital EMD/SAGEM, modificaciones al radar Cyrano IV para evitación del terreno y modos telemétricos aire-superficie, así como un sistema mejorado de detección de aviones en vuelo a baja cota. En realidad, esa era la versión definitiva de exportación. Los usuarios de esa variante son España, Ecuador, Irak (el mayor usuario del F1 después de Francia), Jordania, Libia, Marruecos y Catar, cada uno con diferentes equipos secundarios según los requerimientos del cliente, al menos había siete niveles de equipamiento (E-1 a E-7). El primer avión de esta variante voló el 22 de diciembre de 1974.
Mirage F1CR
Es una versión de reconocimiento con capacidad secundaria de ataque, de la que Francia compró 64 unidades, puede llevar una amplia variedad de sensores ópticos y digitales, y tiene como equipos específicos una unidad de barrido lineal infrarrojo SCM 2400 Super Cyclope SAT, un radar Cyrano IVMR para el reconocimiento del terreno y dos cámaras panorámicas de 75 y 150 mm. El primero de dos prototipos, y convertido desde un caza F1C-200, voló el 20 de noviembre de 1981.
Mirage F1R
Es la versión de exportación del modelo F1CR.
Mirage F1CT
Es una versión de caza y ataque táctico de la Armée de l'air francesa, que equipa un radar Cyrano IVMR, una nueva plataforma inercial, HUD nuevo de Thomson CSF, un nuevo telémetro láser y asientos eyectables nuevos. Tanto esta versión, como la F1CR, son reconocibles por un abultamiento bajo la parte delantera del fuselaje. De esta versión se deriva la F1M que posee el Ejército del Aire español.
| Datos principales                  | Mirage F1A      | Mirage F1C    | Mirage F1B/D  | Mirage F1E     | Mirage F1CR/R  | Mirage F1CT     | Mirage MF2000 |
| ---------------------------------- | --------------- | ------------- | ------------- | -------------- | -------------- | --------------- | ------------- |
| Rol primario                       | ataque al suelo | defensa aérea | entrenamiento | cazabombardero | reconocimiento | ataque al suelo | polivalente   |
| Tripulantes                        | 1               | 1             | 2             | 1              | 1              | 1               | 1             |
| Misil aire-aire de corto alcance   |                 | Sí            | Sí            | Sí             | Sí             | Sí              | Sí            |
| Misil aire-aire de mediano alcance |                 | Sí            | Sí            | Sí             | No             | Sí              | Sí            |
| Misil aire-superficie              |                 | No            | No            | Sí             | No             | Sí              | Sí            |
| Cañones internos                   |                 | Sí            | No            | Sí             | Sí             | Sí              | Sí            |
| Equipos de reconocimiento          |                 | No            | No            | No             | Sí             | No              | Sí            |
| Radar Cyrano                       |                 | Sí            | Sí            | Sí             | Sí             | Sí              | RDY-3         |
| Navigación inercial                |                 | No            | No            | Sí             | Sí             | Sí              | Sí            |

## Operadores

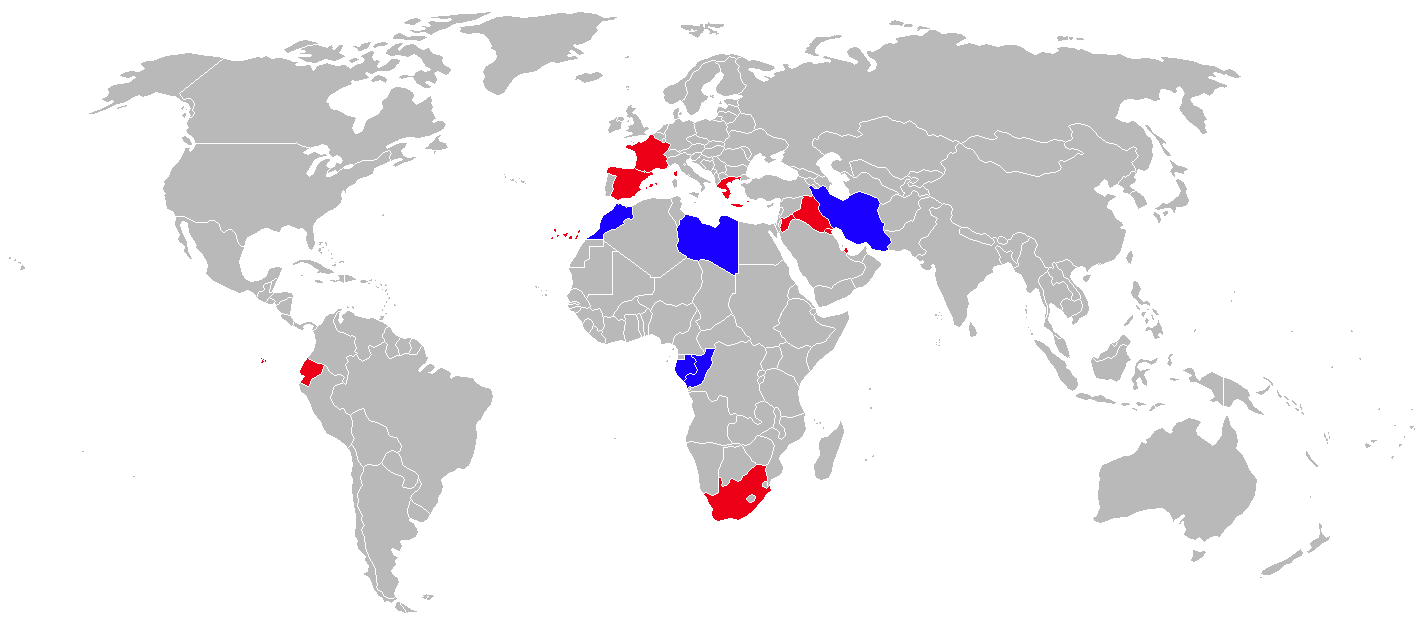
Países que operan actualmente con el Mirage F1.
Países que han operado con el Mirage F1.

El Dassault Mirage F1 ha sido operado por catorce fuerzas aéreas, y cuatro de ellas lo siguen haciendo. De estas, tres han sido europeas, cinco del Medio Oriente y cuatro africanas (tres aún lo operan).

### Actuales
Estados Unidos
- En Estados Unidos, las empresas privadas que ofrecen entrenamiento en combate disimilar a las fuerzas armadas han comprado varias docenas de Mirage F1 retirados. La USAF firmó en 2020 un contrato con siete compañías privadas para proveer servicios de entrenamiento de "agresores" y apoyo aéreo cercano, en diferentes bases, a fin de que sus pilotos gocen de un entrenamiento más exigente y realista.
- Draken International ha adquirido 20 Mirage F1M ex-Fuerza Aérea española y 2 aeronaves F1B para usar en el papel de Adversary Air para la Fuerza Aérea de los Estados Unidos. En 2020 se compraron a Jordania once Mirage F1CJ, trece F1EJ y un F1DJ, almacenados tras ser retirados de servicio.
- La filial de Textron, Airborne Tactical Advantage Company, adquirió 63 ex Mirage F1B, F1CT y F1CR de la Fuerza Aérea de Francia para diferentes entrenamientos de combate aéreo y escuadrones de agresores para la Fuerza Aérea estadounidense.

 Gabón
- Fuerza Aérea Gabonesa: recibió 6 aviones F1AZ de Sudáfrica, y se entregarán dos más.

 Irán
- Fuerza Aérea de la República Islámica de Irán: incautó 24 F1BQ y F1EQ volados por Irak, durante la guerra del Golfo Pérsico de 1991.

 Libia
- Fuerza Aérea Libia: recibió 16 aviones F1AD, 6 F1BD y 16 F1ED. Todos fueron inmovilizados en tierra, pero doce fueron contratados para reformar. De estos doce, dos fueron llevados a Malta cuando sus pilotos desertaron. Francia renovará la pequeña flota de Mirage F1 de Libia y capacitará a su personal, como parte de un acuerdo de cooperación de defensa firmado en 2012.

 Marruecos
- Real Fuerza Aérea de Marruecos: recibió 30 F1CH, 14 F1EH y 6 F1EH-200. 23 siguen en funcionamiento y 27 se han actualizado a ASTRAC.

 Sudáfrica
- Paramount Aerospace Systems adquirió cuatro ex Mirage F1B de la Fuerza Aérea francesa.

### Anteriores
Catar
- Fuerza Aérea de Catar: operó 13 F1EDA y 2 F1DDA.

 Ecuador
- Fuerza Aérea Ecuatoriana: recibió 16 F1JA y dos F1B adquiridos en 1979. Retirados de servicio en 2010 con más de 33 000 horas de vuelo. Fueron reemplazados por 12 Atlas Cheetah sudafricanos.[27]

 España
- Ejército del Aire de España: 91 Mirage F1 en total: 73 unidades originales (45 F1CE, 22 F1EE y 6 F1BE). A ellos se unieron cinco unidades compradas a Francia y 13 unidades compradas a Catar, todas de segunda mano. Este avión fue designado localmente como C.14 (C=caza, 14=decimocuarto modelo de caza). Se modernizaron 51 monoplazas y cuatro biplazas llevándolos a la versión F1M. Las últimas ocho unidades en servicio fueron dadas de baja a mediados de 2013.[28]

 Irak
- Fuerza Aérea de Irak: recibidos 93 F1EQ y 15 F1BQ entre 1980 y 1989.[29] Irak fue el segundo mayor operador de este avión,  después de Francia. Todos los aviones fueron destruidos o inutilizados durante las dos Guerras del Golfo. A principios de 2011, el Gobierno Francés ofreció la renovación y actualización de 18 Mirage F1 franceses para ser vendidos a la Fuerza Aérea Iraquí.[30]

 Francia
- Armée de l'Air: recibió 246 aviones. El último escuadrón que voló el avión se disolvió oficialmente el 13 de junio de 2014.

 Grecia
- Fuerza Aérea Griega: operó 40 F1CG.

 Jordania
- Real Fuerza Aérea Jordana: recibió 17 F1CJ, 17 F1EJ y 2 F1BJ. En 2010 se informó que Argentina podría comprar doce F1CJ y un F1BJ, pero finalmente nada resultó de las negociaciones.

 Kuwait
- Fuerza Aérea de Kuwait: operó 27 F1CK y 6 F1BK.

 Libia
- Fuerza Aérea Libia (1951-2011): pasados todos los aparatos al gobierno sucesor.

 Sudáfrica
- Fuerza Aérea Sudafricana: operó 32 F1AZ y 16 F1CZ. Fue el primer cliente de exportación. Se adquirió la licencia para producir localmente varios componentes.

## Especificaciones (Mirage F1E)
Referencia datos: Enciclopedia Ilustrada de la Aviación. Jane's All The World's Aircraft 1988–89

### Características generales
- Tripulación: Uno (piloto)
- Longitud: 15,3 m (50,2 ft)
- Envergadura: 8,4 m (27,6 ft)
- Altura: 4,5 m (14,8 ft)
- Superficie alar: 25 m² (269,1 ft²)
- Peso vacío: 7400 kg (16 309,6 lb)
- Peso cargado: 10 900 kg (24 023,6 lb)
- Peso máximo al despegue: 16 200 kg (35 704,8 lb)
- Planta motriz: 1× turborreactor con postcombustión SNECMA Atar 9K-50.
  - Empuje normal: 49 kN (5000 kgf; 11 022 lbf) de empuje.
  - Empuje con postquemador: 70,6 kN (7199 kgf; 15 872 lbf) de empuje.

### Rendimiento
- Velocidad máxima operativa (Vno): 2338 km/h (1453 MPH; 1262 kt) (Mach 2,2) a 11 000 m de altitud
- Alcance: 2 horas y 15 min en patrulla aérea de combate, armado con 2 misiles Super 530 y equipado con un depósito auxiliar en el pilón central
- Radio de acción: 425 km a velocidad Mach 0,75/0,88 en perfil de misión hi-lo-hi, con una carga de 14 bombas de 250 kg
- Alcance en ferry: 3300 km con depósito de combustible auxiliares
- Techo de vuelo: 20 000 m (65 616 ft)
- Régimen de ascenso: 243 m/s (47 834 ft/min) a gran altitud
- Carga alar: 450 kg/m² (92,2 lb/ft²)
- Empuje/peso:
  - Con postquemador: 0,64

### Armamento
- Cañones: 

  - 2x DEFA 553
- Puntos de anclaje: 7 con una capacidad de 6300 kg, para cargar una combinación de:  
  - Bombas: 

    - 2x SAMP 25
    - 2x Belouga
    - 2x BAP
    - 2x Matra Durandal
    - 2x Matra ARMAT

  - Cohetes: SNEB
  - Misiles: 

    - Misiles aire-aire
      - 2x Vympel R-73 (versión experimental sudafricana)
      - 2x AIM-9 Sidewinder
      - 2x R.550 Magic
      - 2x Matra Super 530
      - 2x RAFAEL Derby

    - Misiles aire-superficie
      - 1x AM.39 Exocet (antibuque)
      - 1x AS-30
      - 2x Kh-29 (versión adaptada para el F1 de Irak)

  - Otros: 3x tanque de combustible externo y pods de información

### Aviónica
- Radar Thomson CSF Cyrano IV

## Aeronaves relacionadas

### Desarrollos relacionados
- Dassault Mirage III
- Dassault Mirage F2
- Dassault Mirage G
- Dassault Mirage 2000

### Aeronaves similares
- Northrop F-5E/F Tiger-II
- / SEPECAT Jaguar
- IAI Kfir
- Atlas Cheetah
- Saab 37 Viggen
- Mikoyan-Gurevich MiG-21
- Mikoyan-Gurevich MiG-23
- Mikoyan MiG-27
- Sukhoi Su-17

### Secuencias de designación
- Secuencia Mirage Alfanumérica (interna de Dassault): ← IV - 5 - 50 - F1 - F2 - G - 2000/N/D →
- Secuencia C._ (Aeronaves de Caza del Ejército del Aire español, 1954-1978): ← C.10 - C.11 - C.12 - C.14
- Secuencia C._ (Aeronaves de Caza del Ejército del Aire español, 1978-presente): ← A.10 - C.11 - C.12 - C.14 - C.15 - C.16